# Parc des Buttes-Chaumont
Der Parc des Buttes-Chaumont [paʀk de byt ʃomɔ̃] ist ein Landschaftsgarten englischen Stils im nordöstlichen 19. Arrondissement von Paris. 1867 zur Weltausstellung unter Napoleon III. eröffnet, zählt der von Jean-Charles Alphand konzipierte jardin public heute mit knapp 25 Hektar zu den großen Parks der Stadt.
Gebaut wurde der Park als Kunstlandschaft auf das steile Gelände eines Steinbruchs am Rande der ehemaligen Müllkippe von Paris. Er integriert die Geschichte seines Ortes in ein Bezugssystem von Technik, Kultur und Naturwahrnehmung und wird deshalb zur Avantgarde der Landschaftsarchitektur seiner Zeit gezählt. Seine Konzeption gilt als paradigmatisch für den Pariser Stadtumbau unter Baron Haussmann. Gartenhistoriker nennen ihn „pittoresque par excellence“.

## Name
Butte bedeutet im Französischen eine Anhöhe, Chaumont gilt als Kompositum aus französisch chauve (kahl) und mont (Hügel). Der Name kam laut Georges-Eugène Baron Haussmann daher, dass die dortigen Böden aus Lehm, festem Mergel und Kalk sich „absolut jeder Vegetation verweigerten“.
Überliefert ist auch eine zweite mögliche Herkunft des Namens: Bereits knapp einhundert Jahre vor Haussmann wurde die butte auch Saint-Chaumont genannt, offenbar nach der Christengemeinde Filles de Saint-Chaumont aus Paris und dem nördlichen Saint-Denis. Ihr Gemeindehaus war das alte Pariser Stadthaus des als Marquis de Saint-Chaumont bekannten Staatsministers Melchior Mitte de Chevrières († 1649) aus Saint-Chamond. Bei der Pariser Stadterweiterung 1860 war die butte namensgebend für das neugegründete 19. Pariser Arrondissement des Buttes-Chaumont.

## Geologie

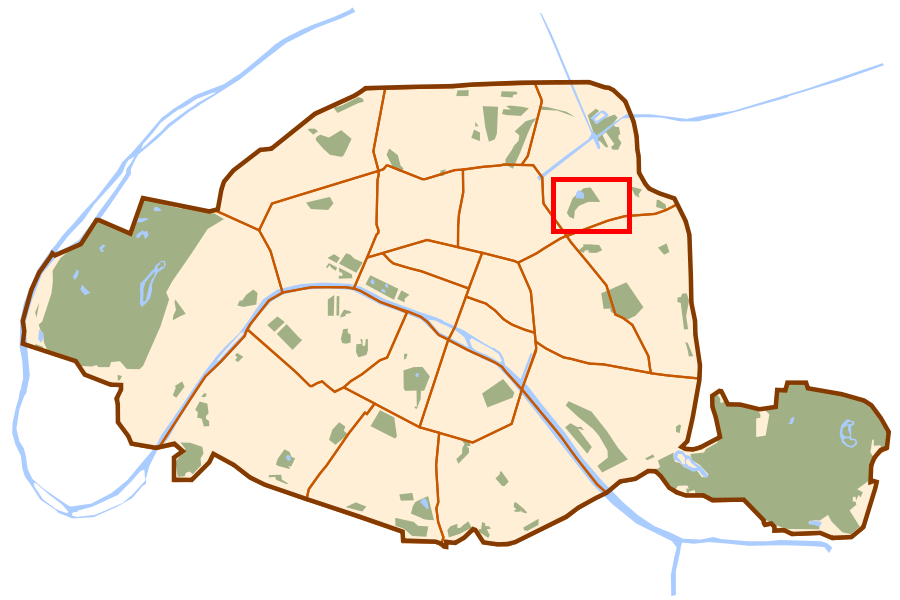
Lage innerhalb von Paris

Die Butte de Chaumont entstand – wie die Butte Montmartre – als Teil eines Lagunensystems während des oberen Paläogens (Priabonium). Vor etwa 35 Millionen Jahren wurde das Pariser Becken mehrfach durch tektonische Verschiebungen vom offenen Nordmeer abgeschnitten. Infolge des warmen Klimas verdampfte ein Großteil des zunehmend salzigen Wassers, das sich in kleine Lagunenareale zurückzog und dort Sedimente aus Gips bildete.
Erneute Meeresingressionen führten zur Bildung von Zwischenschichten aus Mergel, welche die Gipslager entwässerten und komprimierten (Diagenese) und sie vor neuer Lösung in Wasser schützten. Die Butte de Chaumont hat drei Gipslager mit einer Gesamtmächtigkeit von mehr als 25 Metern, wobei das jüngste mit 17 Metern das mächtigste ist. Sie blieben durch eine abschließende Überlagerung mit Ton und Mergel von Erosion im Quartär verschont. Die Pariser Buttes erheben sich heute etwa fünfundsiebzig Meter (Butte de Chaumont) bis einhundert Meter (Butte de Belleville und Butte Montmartre) über das Niveau der Seine (26 m ü. NN).

## Geschichte

### DieButte de Chaumontvor 1860

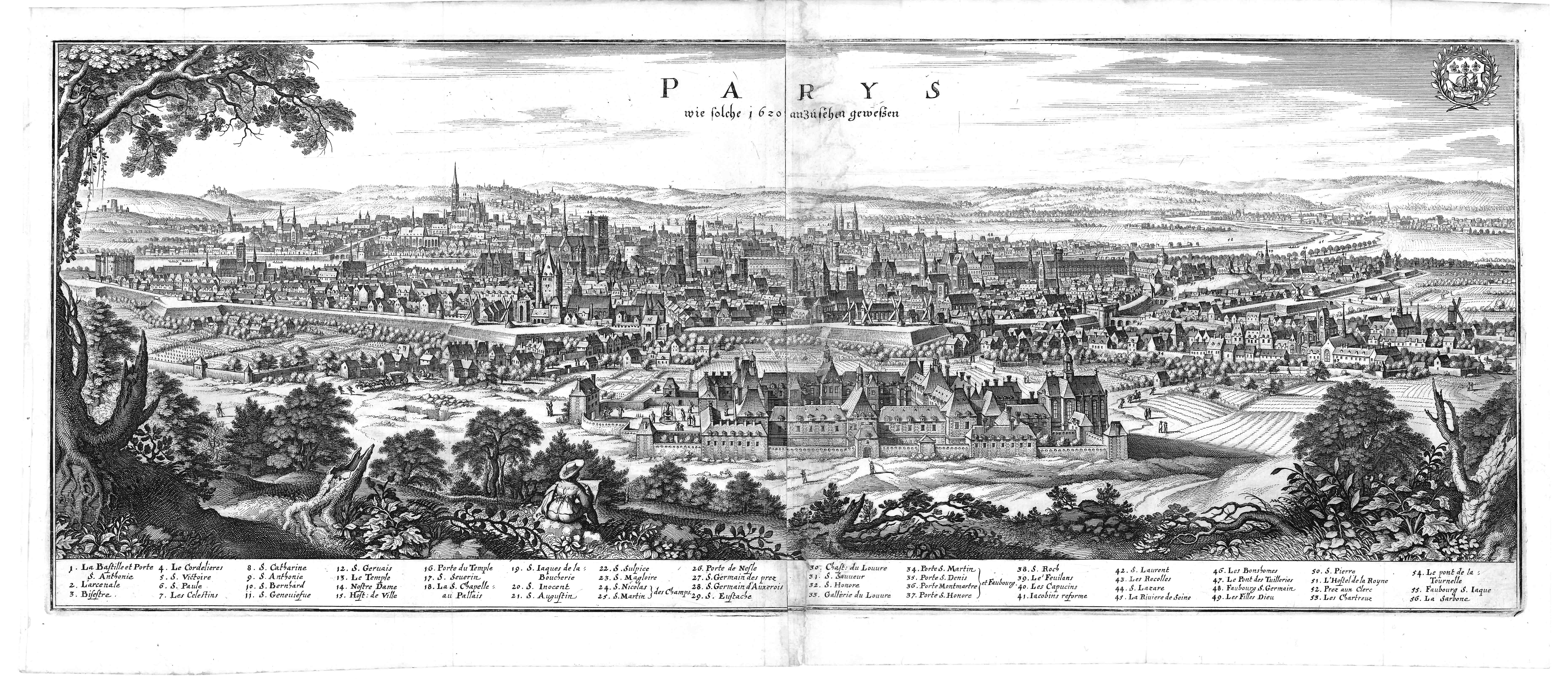
Blick auf Paris von der Butte de Chaumont, 1620

Bis zum Mittelalter war die Anhöhe aufgrund ihrer unfruchtbaren Böden wenig genutzt. Vom 13. bis ins 18. Jahrhundert befand sich an ihrem westlichen Fuße der berüchtigte Galgenberg des Gibet de Montfaucon. Oben am Steilhang standen ab dem 17. Jahrhundert einige Windmühlen, darunter die Moulin de la Folie (Mühle des Wahnsinns) mit Blick auf Paris.
Am Ort des heutigen Parks befanden sich ab der Französischen Revolution eine Müllkippe (Grande Voirie), Abwassergruben (Fossés de la Grande Voirie) und Abdeckereien, deren „verpesteter Dunst“, so Alphand, sich je nach Wind über die ganze Stadt legte. Zwischen neun- und fünfzehntausend Pferde pro Jahr wurden hier abgedeckt, ausgenommen und ihre Kadaver unter freiem Himmel entsorgt. Es gab deswegen zahlreiche Berichte über schwere Rattenplagen bis in die Nachbargemeinden. Mit den Abdeckereien bei Montfaucon begann auch der Verzehr von Pferdefleisch im 18. Jahrhundert. Wenige Meter westlich des heutigen Parks wurden ab 1781 Tierkämpfe zwischen Stieren und Hundemeuten veranstaltet (Combat de Taureau), die dem heutigen Stadtviertel des Parks (Quartier du Combat) den Namen gaben. Besucher nannten die Gegend um die Butte de Chaumont „wild und scheußlich“.
Lokal berühmt wurde die Butte de Chaumont auch als Ort des Widerstands gegen die übermächtigen Koalitionstruppen in der Schlacht bei Paris während der Napoleonischen Kriege. Auf der Anhöhe waren Artilleriebatterien stationiert, die den preußischen Truppen bei ihrem Einmarsch in Paris am 30. März 1814 große Verluste zufügten. Auch bei den Abwassergruben fanden Gefechte statt. Im Andenken an die mutige Verteidigung wurde die Anhöhe in den folgenden Jahrzehnten vermehrt „heilige“ Butte Saint-Chaumont genannt.

#### Bergbau

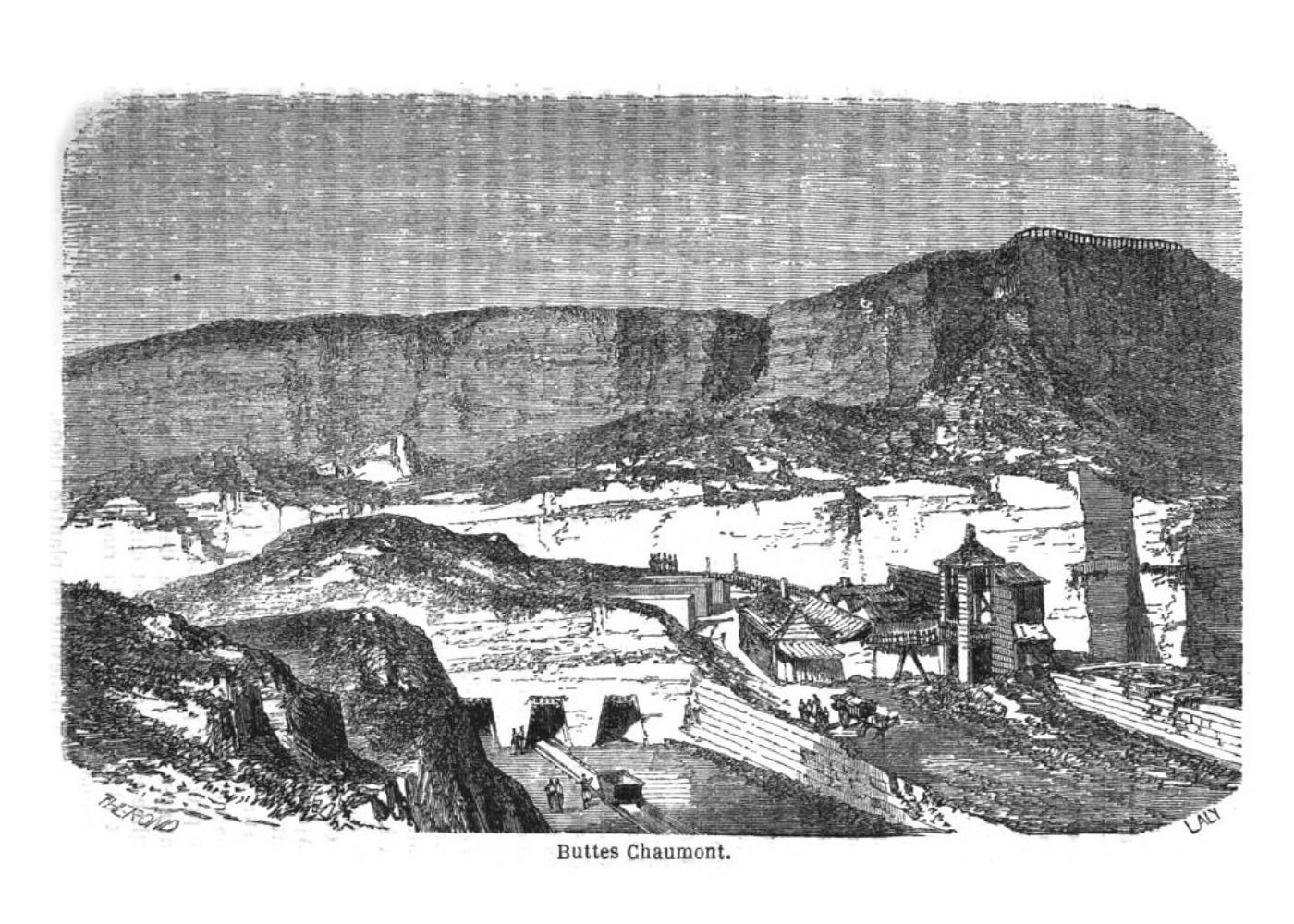
Carrières d’Amérique. Stich von 1863

Obwohl bereits die Römer Gips zum Anstrich der Häuser von Lutetia verwandten, diente die Butte de Chaumont erst seit dem 17. Jahrhundert und zunehmend ab dem späten 18. Jahrhundert als Steinbruch zur Gewinnung von Mergel, Ton und vor allem Gips. Dieser wurde aus bis zu 17 Meter dicken Sedimentschichten gewonnen und aufgrund seiner hohen Güte bis in die USA exportiert. Das Stadtviertel östlich des Parks erbte seinen Namen vom dortigen Steinbruch und heißt noch heute Quartier d’Amérique. Zunächst nur im Tagebau wurde der Gips ab 1810 auch unter Tage aus großen Kavernen und Stollen mit bis zu 61 Metern Tiefe gefördert. Um 1860 waren in den drei Steinbrüchen du Centre, Buttes-Chaumont und d’Amérique etwa 800 Bergleute beschäftigt. Sie förderten rund einhundertfünfzigtausend Kubikmeter Gips pro Jahr auf einer geschätzten Gesamtfläche von knapp einhundert Hektar, wovon sich ein Viertel unter Tage befand. Gipsbrenner verarbeiteten das Mineral vor Ort zu Baugips (plâtre). Die ansässigen Zementfabriken der Kompanien Schacher und Letellier genossen dank der Reinheit ihrer Produkte überregional einen guten Ruf. Neben Baumaterial war Gips damals gefragt als Werkstoff für Stuckaturen und Kunstplastiken sowie zur Herstellung von Farb- und Polierpulvern. Die letzten Bergstollen an der Butte de Chaumont, die Carrières d’Amérique, wurden in den 1870er Jahren zugeschüttet. Sie mussten der schnell wachsenden Stadt weichen.

### Planung und Bau unter Napoleon III.
Im Zweiten Kaiserreich unter Napoleon III. wurde das Gebiet 1860 Teil von Paris. 1862 beschloss der Conseil d’État auf Anregung von Baron Haussmann den Erwerb des Steinbruchs Carrière du Centre. Im Jahr darauf wurde er der Betreibergesellschaft für rund 2,5 Millionen Francs abgekauft. Das steile Gelände galt als untauglich für jegliches Gewerbe und wegen der ausgehöhlten Böden für eine städtische Bebauung als zu gefährlich. Im Rahmen des Pariser Stadtumbaus wollte Haussmann das Gelände zu einer promenade public umbauen lassen, um die Wohnqualität in der Umgebung zu verbessern und, so die Stadtverwaltung, das „verruchte Viertel, Nährboden für Diebe, Bohémiens und Landstreicher“ zu „regenerieren“. Die Kosten des Parkes sollten nach seiner Fertigstellung durch einen Verkauf der anliegenden Grundstücke ausgeglichen werden. 1863 war geplant, den Park mit Prachtstraßen (voies de luxe) zu umgeben, um den Grundstein für ein neues Luxusquartier zu legen.

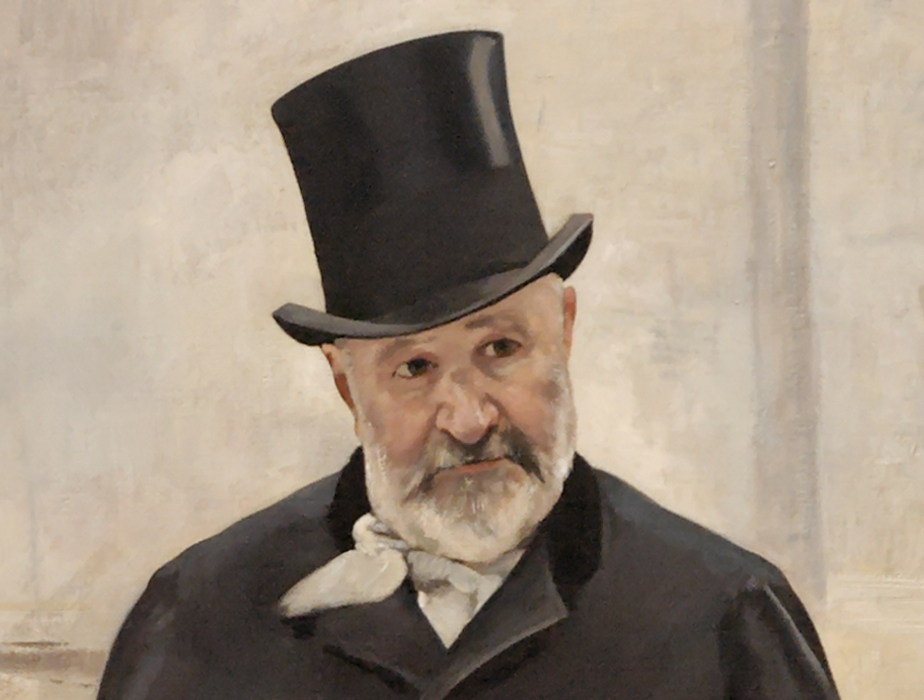
Jean-Charles Alphand, Porträt von Alfred Philippe Roll (1889)

Mit der Konzeption betraute Haussmann den Ingenieur und Stadtplaner Jean-Charles Alphand, der bereits den Bois de Boulogne und den Parc Monceau gestaltet hatte. Unterstützt wurde Alphand vom Landschaftsgärtner und Jardinier en chef de la ville Jean-Pierre Barillet-Deschamps, den Ingenieuren Jean Darcel für die Felskonstruktionen und Eugène Belgrand für den Wasserbau sowie dem Generalinspektor der Pariser Architekten Gabriel Davioud, der die Bauwerke entwarf. Hauptakteur bei der Durchführung der Pläne war der Jardinier principal von Paris Édouard François André.
In den drei Jahren Bauzeit von 1864 bis 1867 wurden gewaltige Erdmassen bewegt und buchstäblich Berge versetzt. Bis heute werden die Arbeiten als „travaux titanesques“, als übermenschliches Werk bezeichnet. Rund eintausend Arbeiter, etwa einhundert Pferde sowie zwei Dampfmaschinen waren im Einsatz. Sie bewegten rund eine Million Kubikmeter Erde und Mutterboden mit hunderten Loren einer eigens konstruierten Eisenbahn. Auch das gerade erfundene Dynamit soll für Sprengungen benutzt worden sein. Bei einem großen Erdrutsch gingen sechzig- bis achtzigtausend Kubikmeter Erde zu Tal, die Baupläne mussten daraufhin geändert werden. Allein die groben Erdarbeiten dauerten ein Jahr: Im Süden des Parks wurde ein bestehender Hügel (Belvédère du Sud) aufgeschüttet und um zehn Meter erhöht. Die vom Bergbau zerfurchten Hänge wurden gleichmäßig ausgeformt; nur in den zentralen Felsen ließ Alphand nahezu senkrechte Wände schneiden und mit einem großen Durchbruch die Felsinsel Île du Belvédère entstehen. Anschließend wurde zwei Jahre an den Straßen und der Aufschüttung des Geländes mit Humus gearbeitet. Gleichzeitig begannen ab Ende 1865 die Pflanzungen.
Kaiser Napoleon besuchte die Großbaustelle im Juni 1865 sowie am 30. Januar 1867. Er äußerte sich kritisch zur Konzeption der Anlage, deren Bau immer neue Probleme bereitete. 13 Bergstollen unterhalb des geplanten Sees stürzten ein und hinterließen Senken. Die Brücke am Eingang Porte Secrétan kam ins Rutschen und musste ersetzt werden, Architekt Gustave Eiffel wurde beauftragt, eine stabilere zu bauen. Um vielerorts die Erosion der neuen Böden zu unterbinden, wurden zahlreiche, als Felsen kaschierte Mauern errichtet. Zur Befestigung der Wege und beim Ausbau der Grotte kam als Innovation Stahlbeton (beton armé) zum Einsatz, der 1867 vom Pariser Gärtner Joseph Monier patentiert wurde.

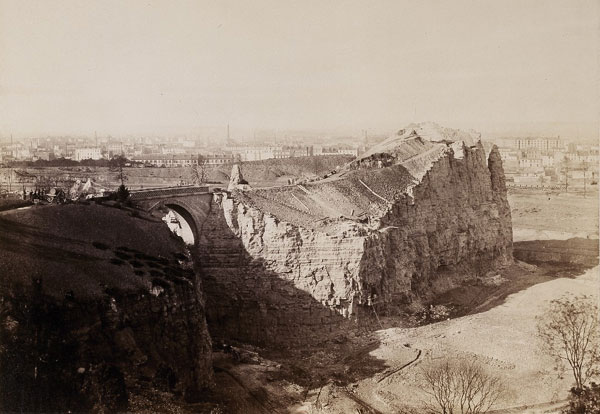
Konstruktion der Felswand, undatiert

Mit den Problemen stiegen die Baukosten und heftige Kritik kam auf. 1866 musste Haussmann den Bau vor dem Conseil municipal verteidigen. Er betonte den städtebaulichen Stellenwert des Parks als verbindendes Element („trait d’union“) der nordöstlichen Stadtteile. Die „komplette Transformation“ dieses „heimgesuchten Ortes“ sei zwar beträchtlich teuer – aber hilfreich, „Wohlergehen“ und „Sitte“ der Pariser zu fördern. Nach Abschluss der Erdarbeiten und der Bepflanzung der neuen Landschaft mit knapp zwanzigtausend Bäumen wurden für die Pflege des Parks drei Dutzend Gärtner angestellt. Es dauerte allerdings noch bis zwei Jahre nach der Eröffnung, um die Arbeiten endgültig abzuschließen. André zufolge beliefen sich die Baukosten schließlich auf gut 3,4 Millionen Francs. Baron Haussmann bezeichnete die Gesamtkosten des Parks von fast sechs Millionen Francs als „relativ enorm“: für den Bau der monumentalen Pariser Opéra Garnier waren zu dieser Zeit 16 Millionen Francs veranschlagt.
Als Teil der Pariser Weltausstellung 1867 wurde der Parc des Buttes-Chaumont am 1. April eröffnet. Während auf dem Champ de Mars „die gesamte Welt“ ausgestellt wurde, konzentrierte sich im Park die Ausstellung der Stadt Paris: das Savoir-faire der städtischen Ingenieure mit ihren technischen Errungenschaften, die neuen Entwicklungen im Gartenbau sowie der Umbau von Paris unter Haussmann sollten mit dem Park einen repräsentativen Rahmen bekommen. Die Anlage erregte international Aufsehen und die Kritik war fast durchweg positiv, allein der populäre irische Botaniker und Autor von The Wild Garden William Robinson bezeichnete die Künstlichkeit der Felsen als „anmaßend und unnatürlich“. Der Park wurde zum Vorbild von Teilen des 1871 eröffneten Palmengartens in Frankfurt am Main und des Wiener Türkenschanzparks von 1888.

### Während der Dritten Republik
Im Deutsch-Französischen Krieg, eine Woche nach Beginn der Belagerung von Paris im September 1870, gab es im Park ein sehr großes Feuer, dessen Qualm die Pariser Bevölkerung in Aufregung versetzte. Das Seebecken, in dem Ölfässer gelagert wurden, ging in Flammen auf. Mehr als eine halbe Million Liter Öl verbrannten.

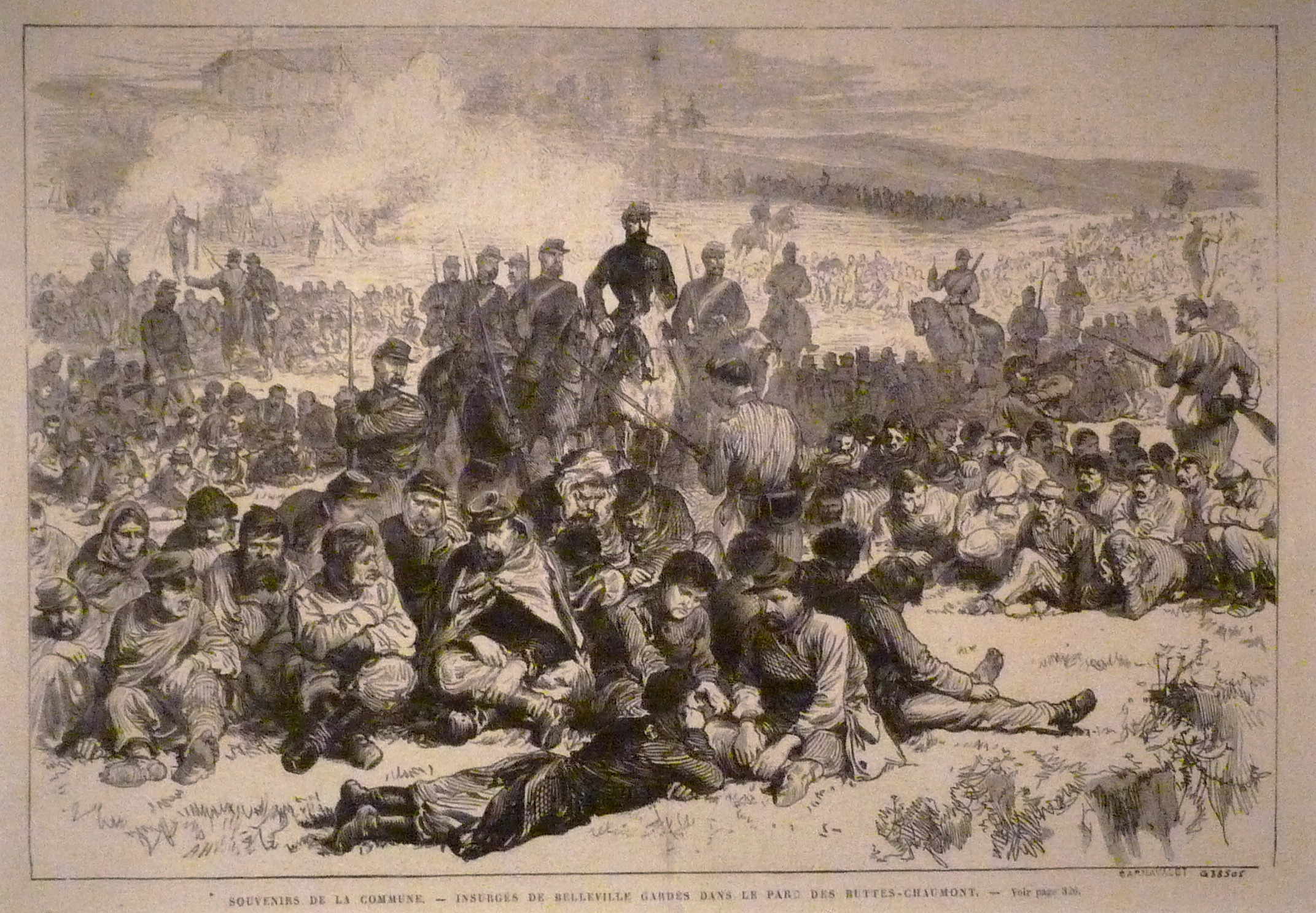
Geschlagene Kommunarden im Parc des Buttes-Chaumont, Mai 1871

 1871, während der Pariser Kommune, war der Park eine der letzten Bastionen der Kommunarden, die von hier aus unter der Führung von Gabriel Ranvier Bomben gegen die einrückenden Truppen der Thiers-Regierung warfen. Erst zum Ende der blutigen Maiwoche wurde der Park am 27. Mai von den Truppen erobert. Mit großer Brutalität sollen die Soldaten hier achthundert Menschen füsiliert und in den verlassenen Schächten der benachbarten Carrières d’Amérique verscharrt haben. Im Wasser des Sees trieben rund dreihundert Leichen.
Mit dem Neubau des Rathauses 1878 an der Place Armand Carrel rückte der Park ins Zentrum des 19. Arrondissements. Der Bau, vis-à-vis dem Parkeingang und ebenfalls erbaut von Davioud im neugotischen style flamand, ist von vielen Stellen im Park aus zu sehen. An dem Rathaus und der angrenzenden Straße Rue Manin wurden um die Jahrhundertwende zahlreiche repräsentative Wohnhäuser mit Blick auf den Park errichtet. Am Eingang Porte Secrétan baute die Fondation Ophtalmologique Adolphe de Rothschild 1905 eine Klinik für Augenheilkunde. Ihr großer, rustikaler Backsteinbau des Architekten Léon-Maurice Chatenay galt als innovativ, die Behandlung in den ersten Jahrzehnten war gratis. Ungeachtet dieser Neubauten blieb die von Haussmann erhoffte bürgerliche Transformation des gesamten Viertels aus. Angrenzend an den oberen Teil des Parks wurde 1887 an der Rue Botzaris ein großes Wasserreservoir angelegt. Daneben entstanden ab 1895 die Studios des Filmpioniers Léon Gaumont. Um 1914 zählten die Gaumont-Studios Buttes-Chaumont mit etwa anderthalb Hektar Fläche zu den größten Filmstudios der Welt.
Nachdem die Witterung dem Kalkstein der Felsen zusetzte, wurden erste Renovierungen nötig. 1899 musste die brüchige Nordostwand der Île du Belvédère saniert werden. Neues Mauerwerk und ein grauer Zementputz überdecken hier seitdem den hellen Stein. Die Hängebrücke wurde 1892 (und ein zweites Mal 1972) rekonstruiert. 1901 wurde das Wegenetz mit seinen baufälligen Holztreppen und -zäunen saniert. Die Ingenieure Combaz et Chassin entwarfen auffällige rustikale Geländer aus armiertem Betonguss mit Holzstruktur, die bis heute das Parkbild prägen.
In die Schächte des alten Steinbruchs unterhalb des Parks wurde von 1910 bis 1912 eine Métrolinie gebaut. Die Station Buttes Chaumont an der Porte Fessart ist eine der tiefstgelegenen von Paris. Ihre Bahnsteige befinden sich rund dreißig Meter unter der Oberfläche. Während des Zweiten Weltkriegs soll die Métrostation als Operationssaal gedient haben.

### RésistanceundRénovation(1940 bis heute)

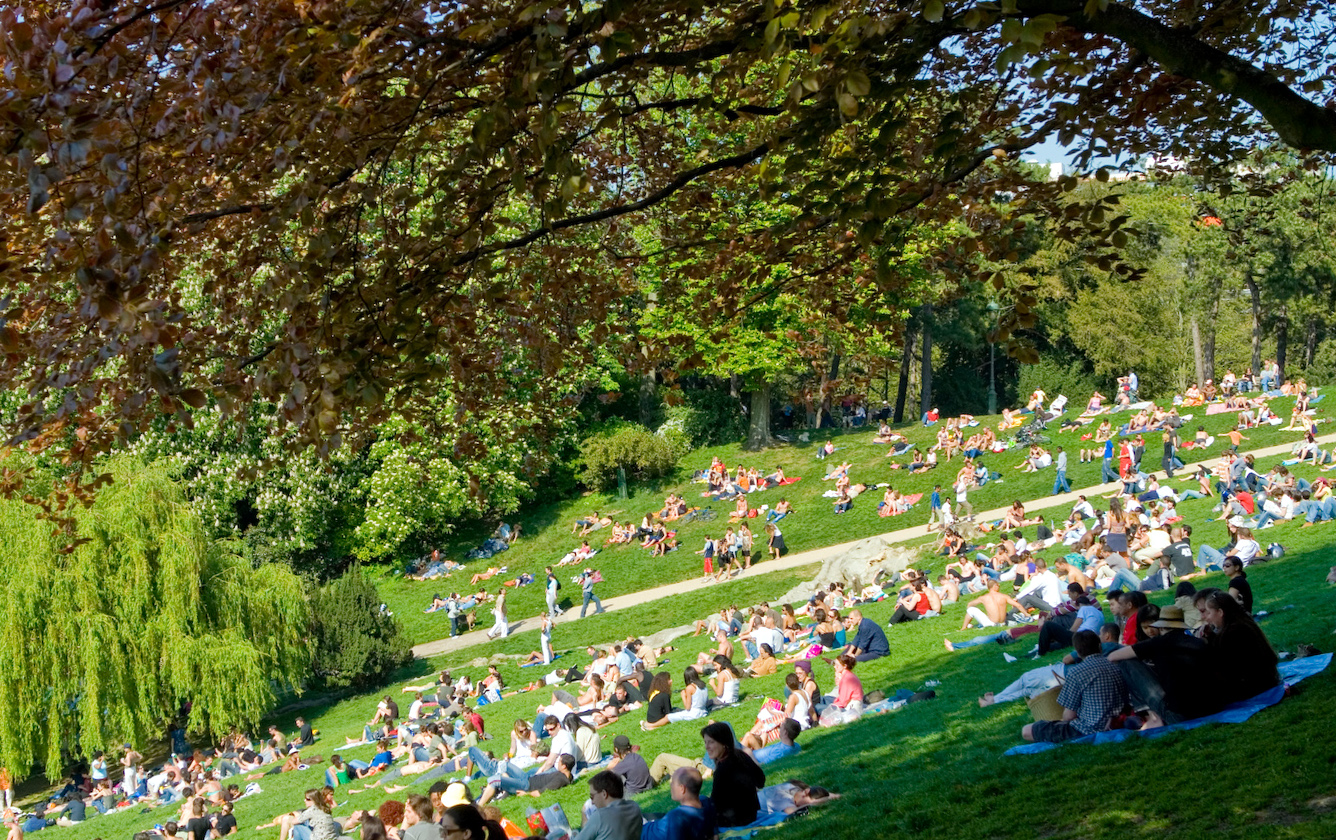
Liegewiese bei der Avenue de la Cascade, April 2007

1944, kurz vor der Befreiung von Paris, war der Ausgang des Eisenbahntunnels im Park Schauplatz einer erfolgreichen Widerstandsaktion der Résistance. Unter der Führung von Madeleine Riffaud und mit großer Anteilnahme der Bevölkerung wurde am 23. August ein Munitions- und Materialzug der Wehrmacht am Tunnelausgang gestoppt. Zwei Dutzend Wehrmachtssoldaten wurden gefangen genommen.
Bei Kriegsende hinterließen deutsche Soldaten den Park stark beschädigt, auch eine Bronzestatue des Revolutionspolitikers Jean-Paul Marat von 1887 wurde zerstört. Der Kiosque à Musique war 1946 baufällig, die Wege zerfurcht, der See ausgetrocknet.
Zehn Jahre später, 1956, wurde ein „schlechter Allgemeinzustand“ des Parks festgestellt: Der See lag noch immer trocken, der Sibyllentempel war im Begriff einzustürzen, Grotte und Hängebrücke waren gesperrt. Nur knapp entging der Park damals einer geplanten Zerstörung. Ein Projekt, den Tempelbau abzureißen und den See zu einem Sportplatz umzubauen, konnte abgewendet werden. Per Ministerialerlass vom 23. Juni 1958 wurde der Park zum Landschaftsschutzgebiet (Site classé – Pittoresque) erklärt, was bauliche Veränderungen besonders streng reglementiert.
Die umliegenden Wohngebiete waren ab etwa 1990 „Vorposten“ einer anhaltenden Gentrifizierungswelle von den westlichen in die östlichen Pariser Stadtteile. Die alten Gaumont-Studios, seit den 1950er Jahren vom Fernsehen genutzt und ausgebaut, wurden 1996 abgerissen, um Wohnblöcken zu weichen.
Ein Orkan im Dezember 1999 richtete große Schäden im Park an. Hunderte Bäume knickten um. Vier Jahre später begann eine Reihe von Renovierungsarbeiten. Die Bepflanzung wurde dem originalen Zustand angeglichen, 2011 wurde Beton in den Kalkboden gespritzt, um den Untergrund zu festigen. Von Januar 2013 bis Ende 2014 liefen umfangreichere Arbeiten, bei denen die Parkstraßen in ihren anfänglichen Zustand mit Makadam-Belag versetzt und die Kanalisation und das originale Bewässerungssystem von 1867 renoviert wurden, um Wasser zu sparen. 2011 verbrauchte der künstliche Wasserfall mit 3,5 Millionen Litern so viel Wasser pro Tag wie eine größere Kleinstadt. Der Park wird von geschätzten drei Millionen Menschen pro Jahr besucht.

## Der Park

### Architektur

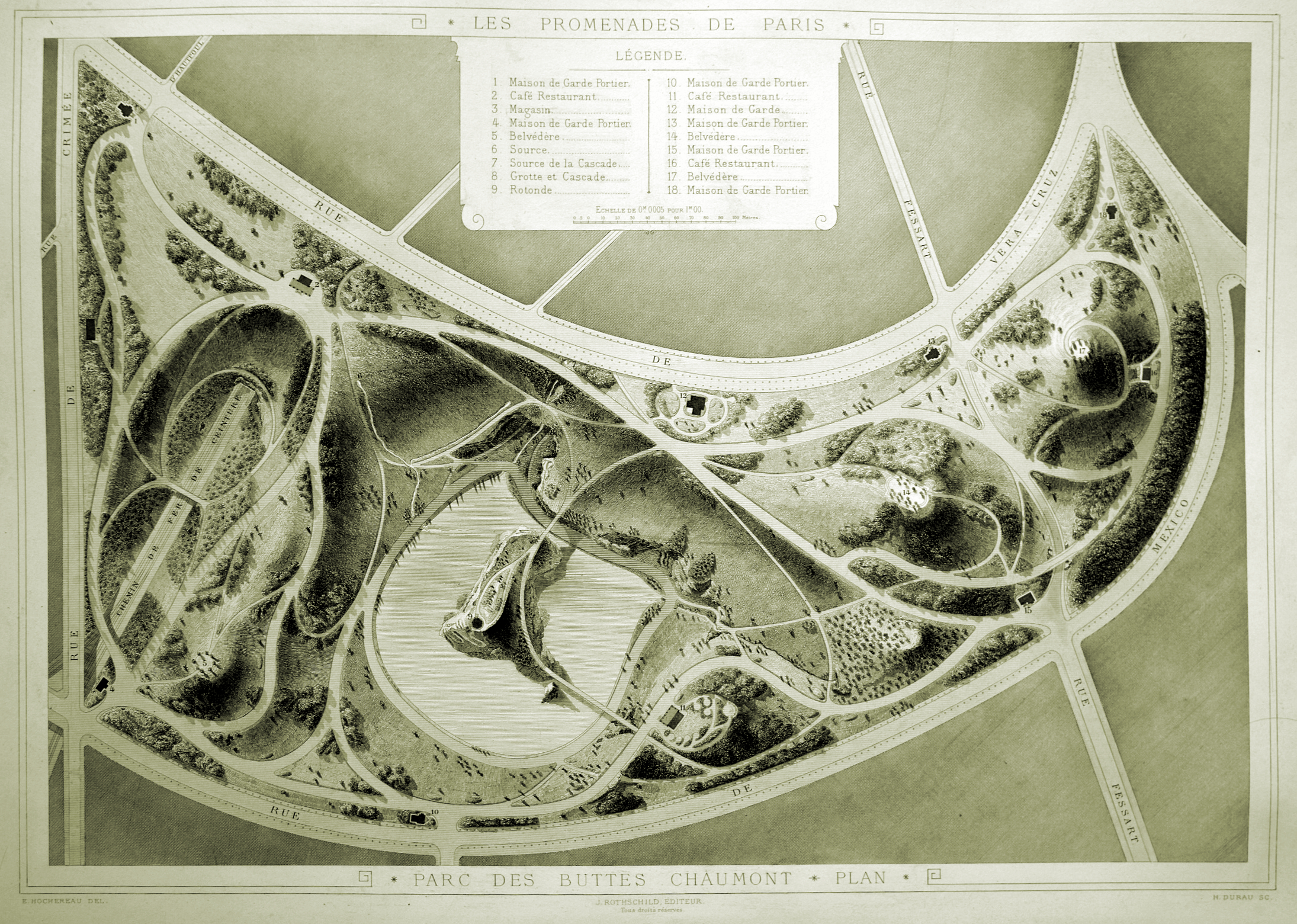
Plan von Alphand, nicht genordet, 1867

Knapp vier Kilometer nordöstlich des Pariser Rathauses Hôtel de Ville liegt der Parc des Buttes-Chaumont in asymmetrischer Nieren- oder Paisleyform am Nordwesthang von Belleville. Sein Umriss erinnert an ein Kurvenlineal (englisch: French Curve). Er bietet ein sehr hügeliges, bewegtes Landschaftsbild mit steilen Felsen, zahlreichen, teilweise recht abschüssigen Liegewiesen und altem Baumbestand. Seine Fläche von 24,7 Hektar ist durch ein verzweigtes und gewundenes Wegenetz erschlossen. Breite, sanft steigende Straßen („allées carrossables“) von gut fünf Kilometern Länge werden verbunden durch steilere, insgesamt zwei Kilometer lange Fußgängerwege, die als parcours angelegt eine „fließende Bewegung“ ermöglichen: Sackgassen gibt es nicht.
Der Schriftsteller Louis Aragon beschrieb den Park in „drei Sektoren“: einem nordöstlichen an der Straße Rue de la Crimée, einem mittleren um den See und einem sich verjüngenden, südlichen Teil, bestehend aus dem Aussichtshügel belvédère du sud. Weitaus am größten ist der mittlere Sektor, in seinem Zentrum liegt der „ungefähr viereckige“ See, eingeschlossen von drei Hügeln. Nach Norden flacht hier das Gelände ab und öffnet sich zum Haupteingang an der Place Armand Carrel. Der nordöstliche Teil besteht aus zwei Hügeln, die sich in einem Sattel über dem Eingang eines Eisenbahntunnels vereinen. Zwischen dem tieftst- und höchstgelegenen Punkt, dem See und der belvédère du sud mit 105 m ü. NN, liegen knapp fünfzig Höhenmeter.

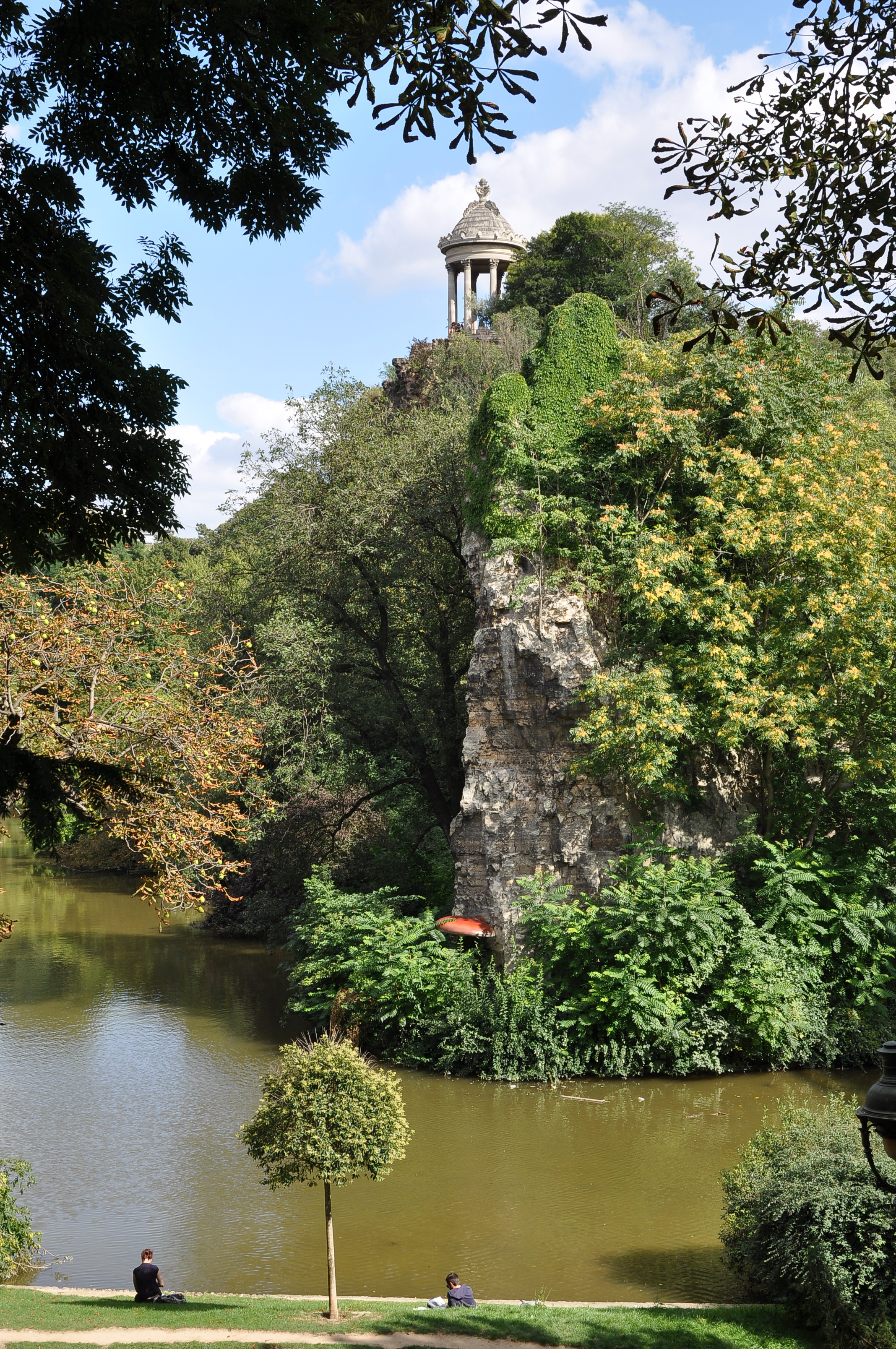
Île du Belvédère mit Rotunde, 2010

In eine zentral im Park gelegene Kaverne des alten Steinbruchs wurde – „unvermeidlich“, so Haussmann – eine Grotte gebaut. 20 Meter hoch, hängen in ihr bis zu acht Meter lange Stalaktiten von der Decke. In die Grotte hinein fällt eine 32 Meter hohe Wasserkaskade, die von einer speziell konstruierten Pumpe aus dem rund einen Kilometer entfernten Canal de l’Ourcq gespeist wird. Ein weiterer künstlicher Bach fließt in einem Gebirgsfelsen nachempfundenem Bachbett einen Hang im westlichen Parkteil hinunter.
Das Wasser mündet in den etwa anderthalb Hektar großen, künstlichen See, über den sich eine Hängebrücke des Architekten Gustave Eiffel mit fast 65 Metern Länge spannt. Diese führt zur Insel Île du Belvédère, deren fast senkrechte Felswände der Falaise d’Aval an der Steilküste von Étretat nachgeformt sind. Auf der Felsspitze steht in 30 Metern Höhe der von Davioud erbaute Sibyllentempel, eine Replik der gleichnamigen Rotunde im italienischen Tivoli bei Rom. Von hier aus gibt es eine Sichtachse zur Sacré-Cœur de Montmartre. Eine zweite, 22 Meter hohe Steinbogenbrücke, genannt „Pont des Suicidés“ (Brücke der Selbstmörder), verbindet die Insel mit dem oberen Teil des Parks, von wo sich ein Aussichtspanorama bietet von der Butte Montmartre über die Hochhäuser des Quartier de la Villette bis nach Saint-Denis.

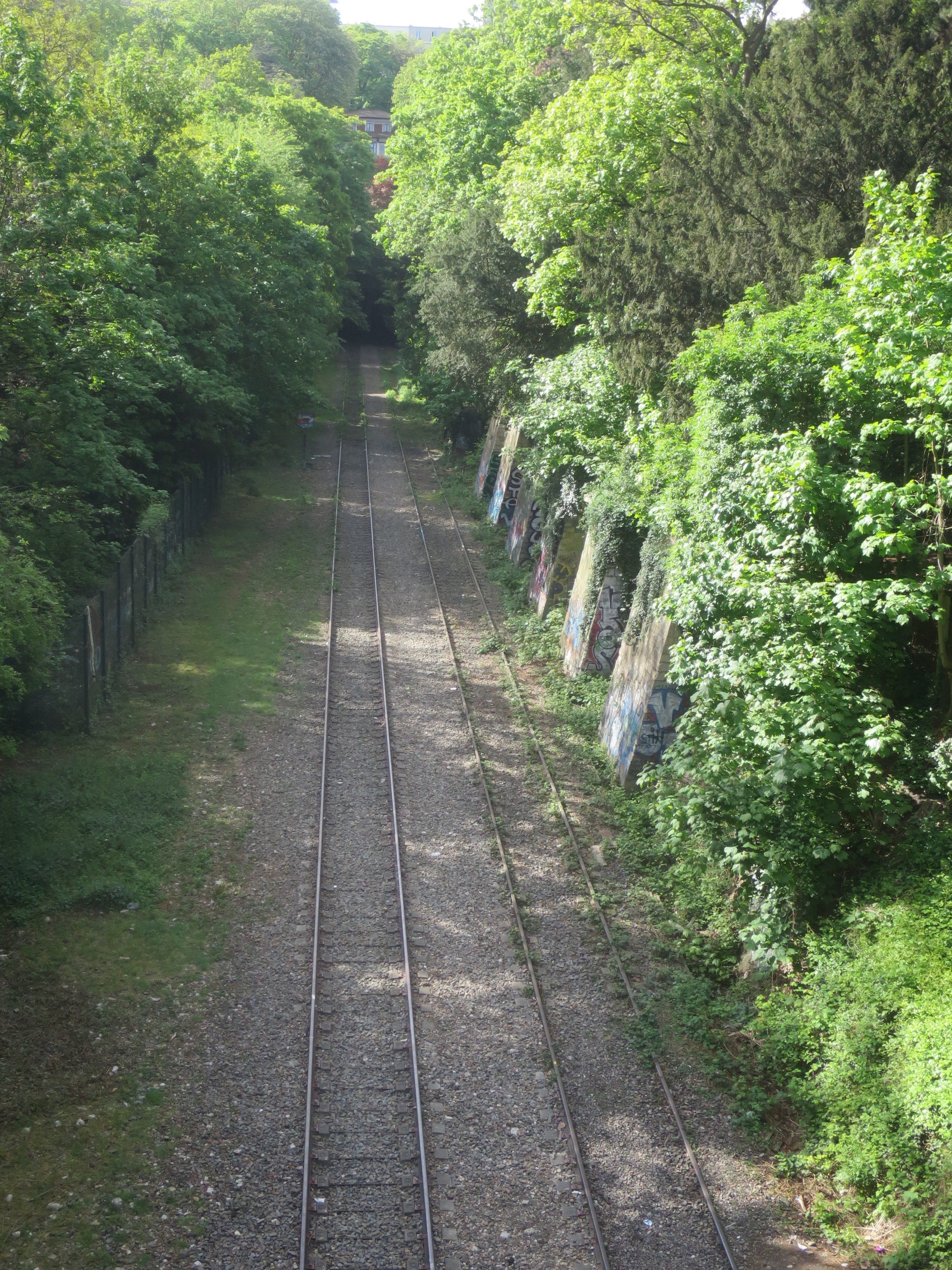
Die Petite Ceinture im Parc des Buttes-Chaumont, 2017

Der Park integriert die 1854 eröffnete und 1993 stillgelegte Eisenbahnringlinie Chemin de Fer de Petite Ceinture, im 19. Jahrhundert Symbol für Modernität und Fortschritt. Ihre Gleise durchqueren den Nordosten des Parks in einem steilen Taleinschnitt, um dann in einen Tunnel zu münden. Eine sehr ähnliche Topographie findet sich im südlichen Pendant des Parc des Buttes-Chaumont, dem von Alphand 1869 eröffneten Pariser Parc Montsouris, den dieselbe Bahnlinie ebenfalls durchquert.
Alphand konzipierte den Park in eine von Tagebau stark zerfurchte Industrielandschaft. Er exponierte den zentralen Felsen, vertiefte die Täler und formte eine Wasser- und Berglandschaft, die die natürliche Geologie ergänzt und die Geschichte des Ortes durchscheinen lässt. Seine Methode gilt als „Kunst, Übriggebliebenes unterzubringen“ („art of accommodating leftovers“). Sie schafft neue Ordnung, indem sie „gestaltenden Geist“ über ungeordnete Stadtlandschaften legt. Die überschriebene Topographie des Parks macht ihn zu einem Beispiel für einen Ort als Palimpsest. Landschaftsarchitekten sprechen auch von „superimposing recycled urban space“, der Neuprägung eines wiedergewonnenen Stadtraums.

#### Bauwerke
Architekt Gabriel Davioud ließ 1867 eine Reihe von Gebäuden im Parc des Buttes-Chaumont errichten. Auffälligstes ist die zentral auf der Felsspitze einer Insel, der Île du Belvédère, gelegene Rotunde, genannt „Sibyllentempel“ („Temple de la Sibylle“) mit etwa zwei Meter hohem Podium, acht korinthischen Betonsäulen und skulpturverziertem Kuppeldach, das mit einer neugotischen Kreuzblume mit Kiefernzapfen als Spitze abschließt. Innen von einem Akanthusfries verziert, umläuft das äußere Gesims ein gewellter Fries mit ornamentalen Volutenranken und Löwenköpfen.
Im Park verteilt sind drei mit rotem Ziegelstein verkleidete, sogenannte „Chalets-Restaurants“, die dem ländlichen Schweizer Haustyp Chalet ähneln sollen: der Pavillon du Chemin de Fer oberhalb des Eisenbahntunnels, später bekannt als Restaurant Weber, heute Guinguette Rosa Bonheur, der Pavillon Puebla nahe der Porte Bolivar und der Pavillon du Lac oberhalb des Sees, der allerdings mit einem knapp fünfzehn Meter breiten, von Steinsäulen getragenen Altan, Wintergarten und kleinem Türmchen dem Schweizer Vorbild einige Elemente hinzufügt. Er gilt mit dieser eklektizistischen Mischung als Vertreter des Second Empire genannten Architekturstils. Das Erscheinungsbild der Restaurant-Pavillons sollte, André zufolge, für die Besucher „erheiternd“ wirken („aspect riant“).
Sechs weitere kleinere Pavillons stehen als Wärterhäuser (Pavillons de gardes) an den Parkeingängen. Sie sind ebenfalls aus rotem Ziegelstein gefertigt, haben als Abschluss der Obergeschosse Friese aus bunter Fayence, rund eingefasste Stadtwappen unter den hölzernen Giebeln sowie hölzerne Altane. Ihr Baustil erinnert an die damalige Industriearchitektur. Als seien sie „Pförtnerhäuser von Fabriken“, stehen die Pavillons in „flagrantem Widerspruch“ zum antikisierenden Historismus der Rotunde. Ein weiteres, etwas größeres Gebäude gleicher Bauart wurde als Wohnhaus für das leitende Wachpersonal (Garde-General des Promenades Intérieures de Paris) im oberen Parkteil an der Rue Botzaris errichtet. Es wurde zuletzt als Sitz des Bezirksamts für Umwelt und Grünflächen (Direction des Espaces Verts et de l’Environnement) genutzt. Zu den nicht erhaltenen Gebäuden von Davioud zählen drei überdachte Aussichtsplattformen (belvédères / salles vertes) auf den Gipfeln der Hügel.
Vier Brückenbauten befinden sich im Park: Eine Betonbrücke über die Eisenbahnlinie; die zwölf Meter lange „Pont des Suicidés“ und zwei realisierte Entwürfe von Gustave Eiffel: die Hängebrücke (passerelle suspendue) über den See, die acht Meter über dem Wasser und mit einer Spannweite von 63,8 Metern zur Insel führt. Ihre Pylonen und Ankerblöcke sind in künstlichen Betonfelsen verborgen, die Fahrbahnplatte ist aus Holz. Nach langjähriger Renovierung zur Anpassung an geltende Sicherheitsstandards ist die Hängebrücke seit 2009 wieder begehbar. Die zweite Brücke wurde nach ihrem Architekten „Pont Eiffel“ benannt. Sie ist eine 18 Meter überspannende schräge Eisenbrücke auf gemauertem Widerlager über die Avenue des Marnes an der Porte Secrétan. Eine kleinere Drahtgitterbrücke über die Eisenbahnlinie ist nicht erhalten. 1878 wurde am See eine überdachte Musikbühne (kiosque á musique) eröffnet. Sie wurde nach 1978 abgerissen. Ringsum ist der Park von einem hohen Eisengitter und in Teilen der Rue Botzaris von einer hohen Mauer umgeben: er ist ein parc fermé.

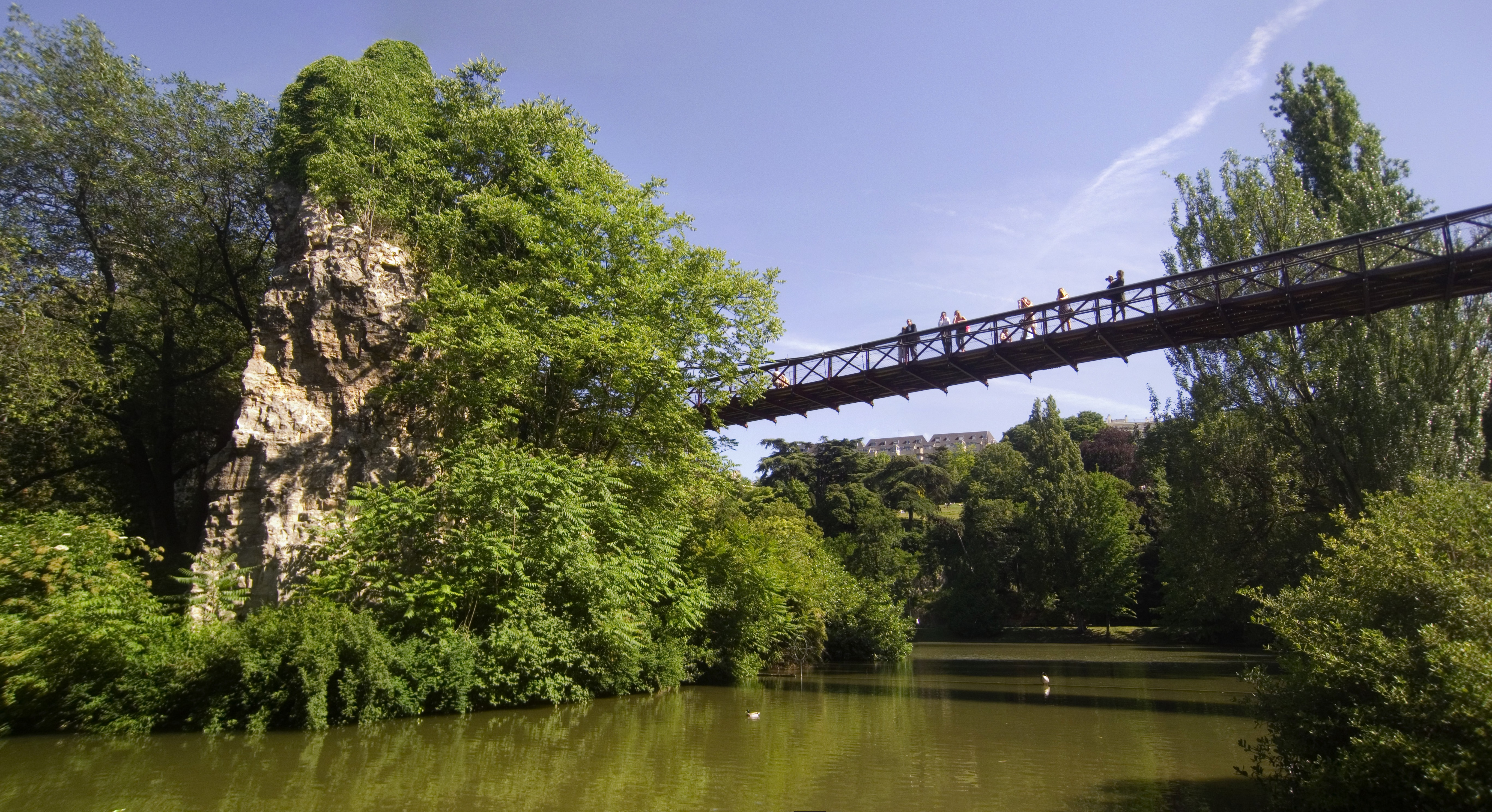
Die Hängebrücke
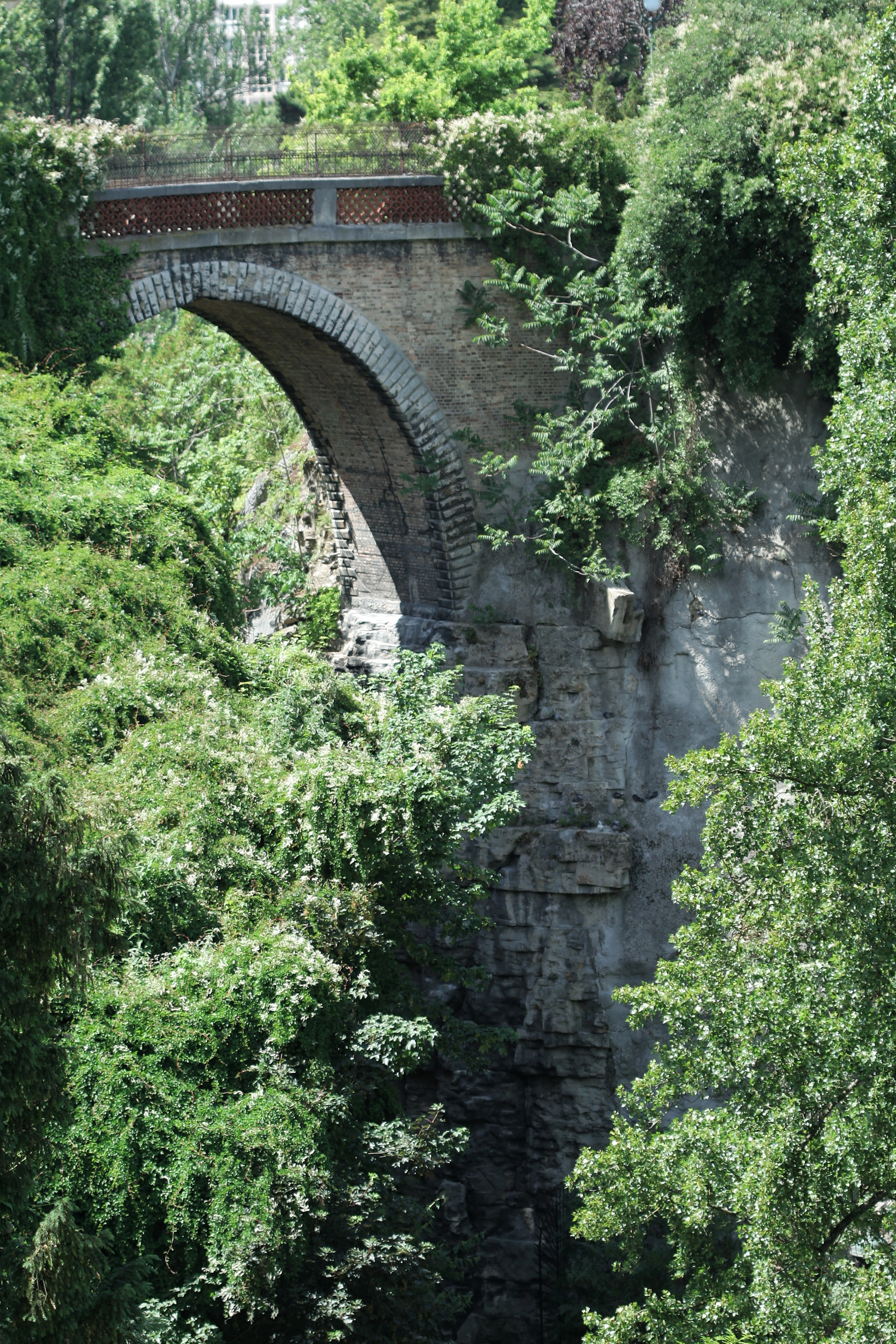
Pont des Suicidés
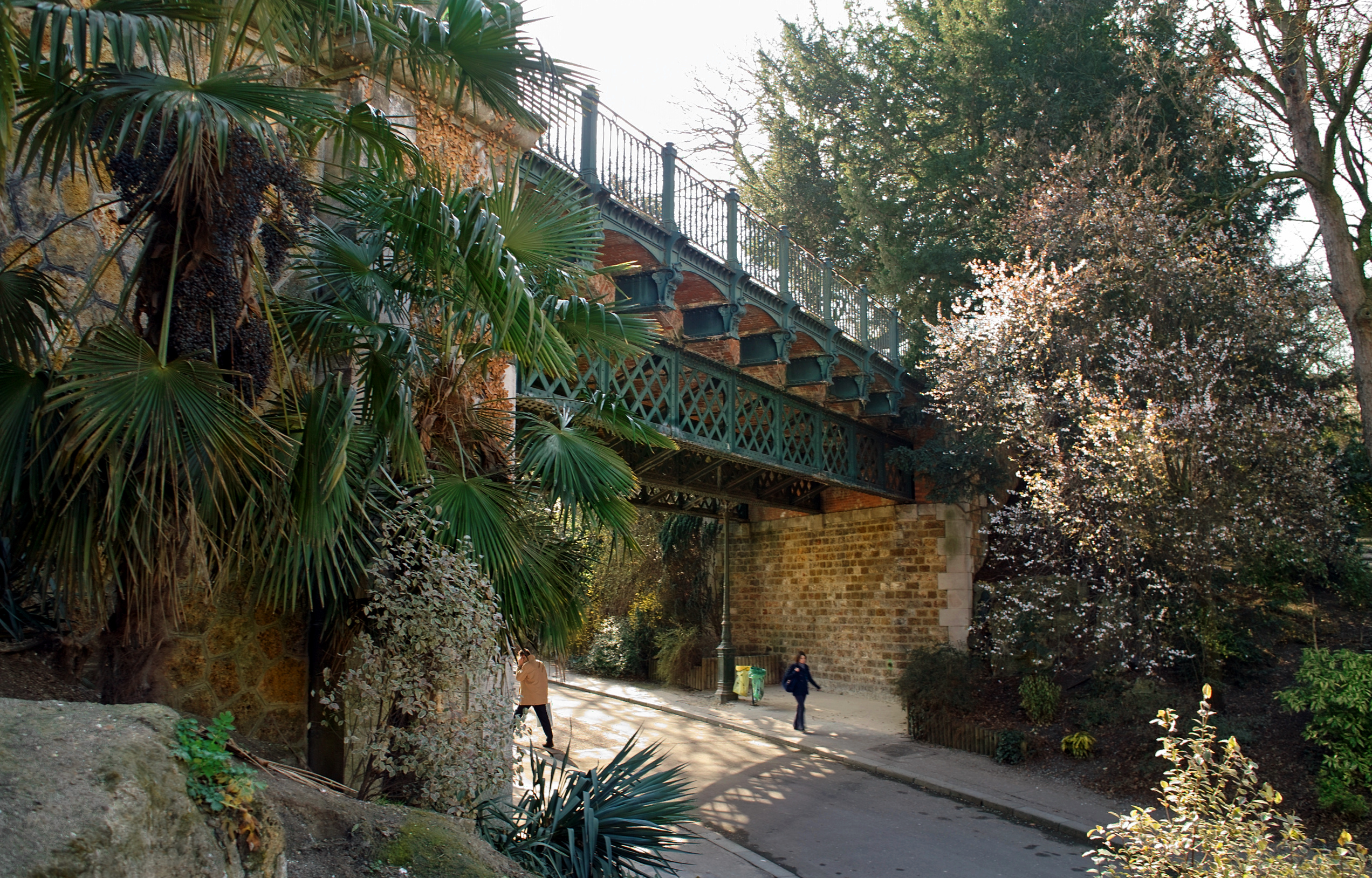
Pont Eiffel
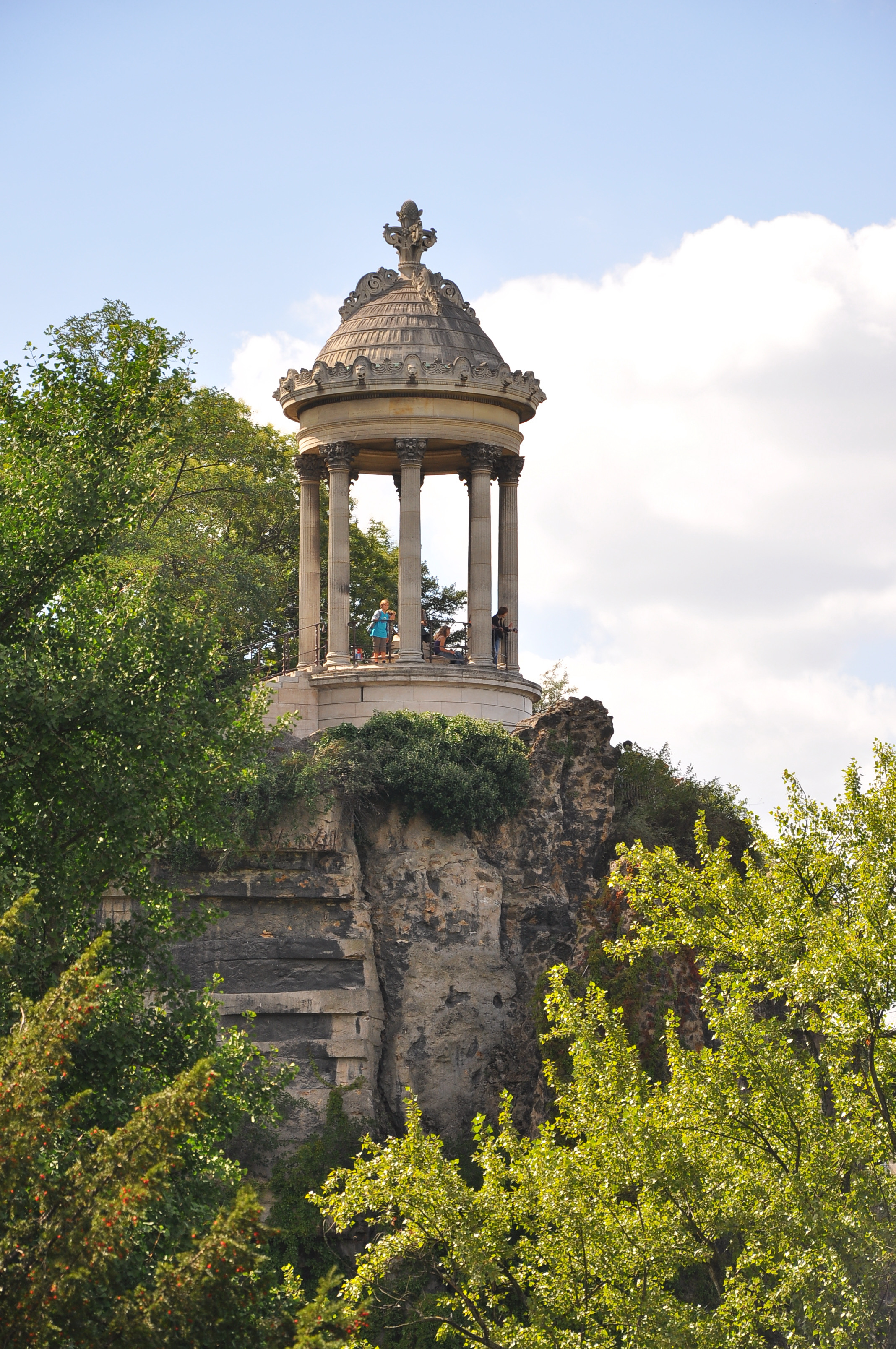
Daviouds Sibyllentempel
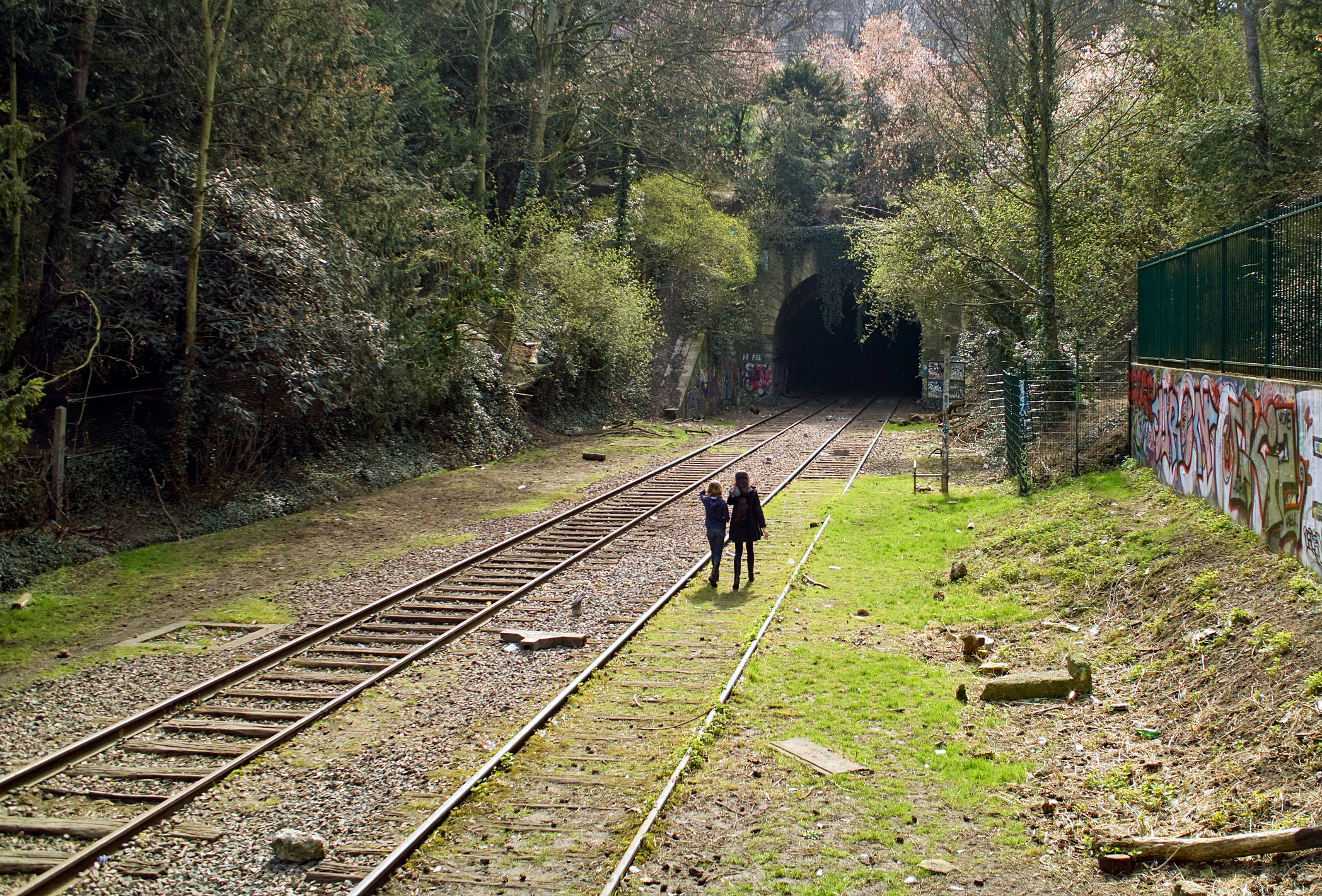
Stillgelegte Bahntrasse

### Flora

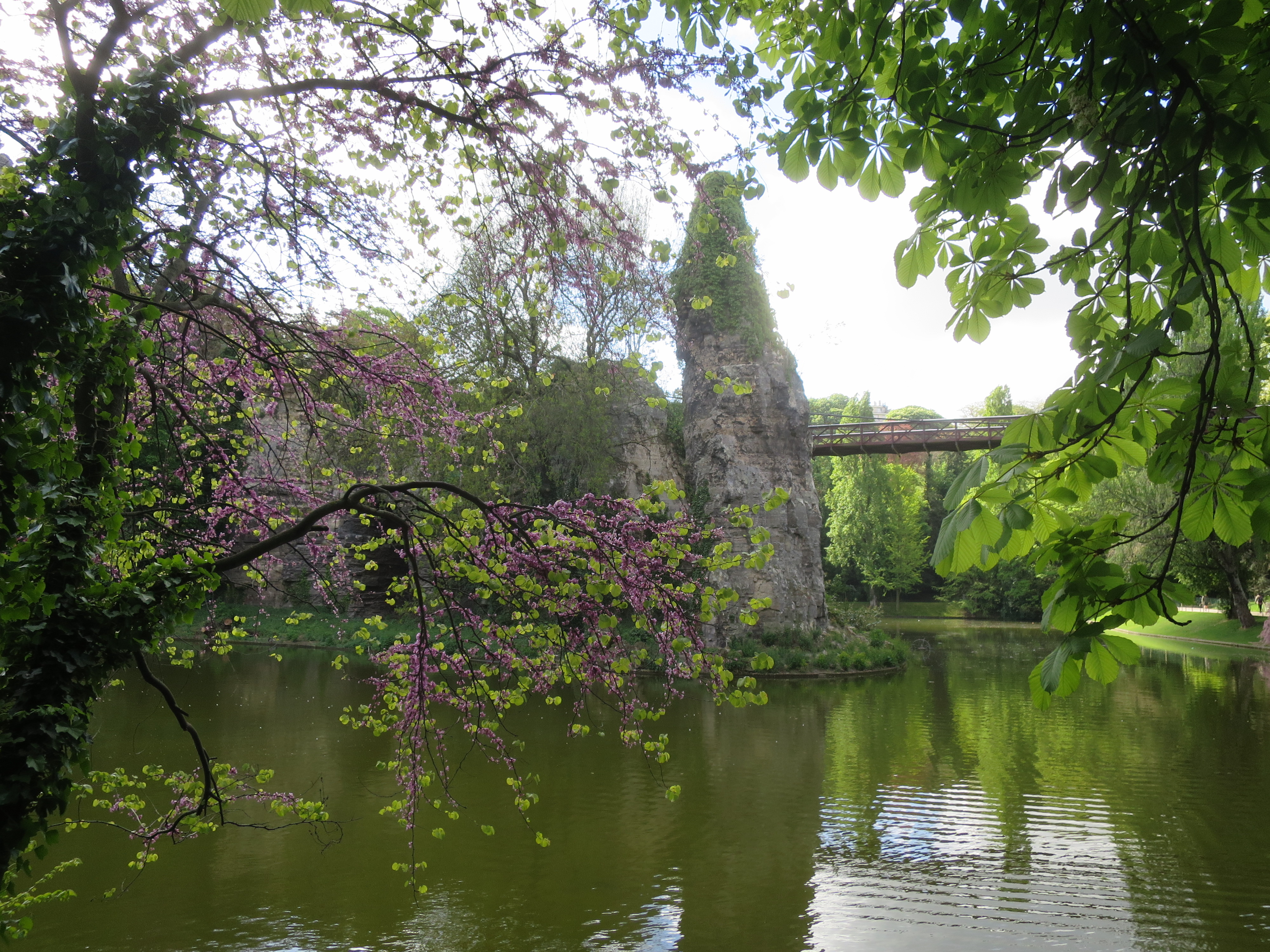
Felsnadel im See, Frühjahr 2017

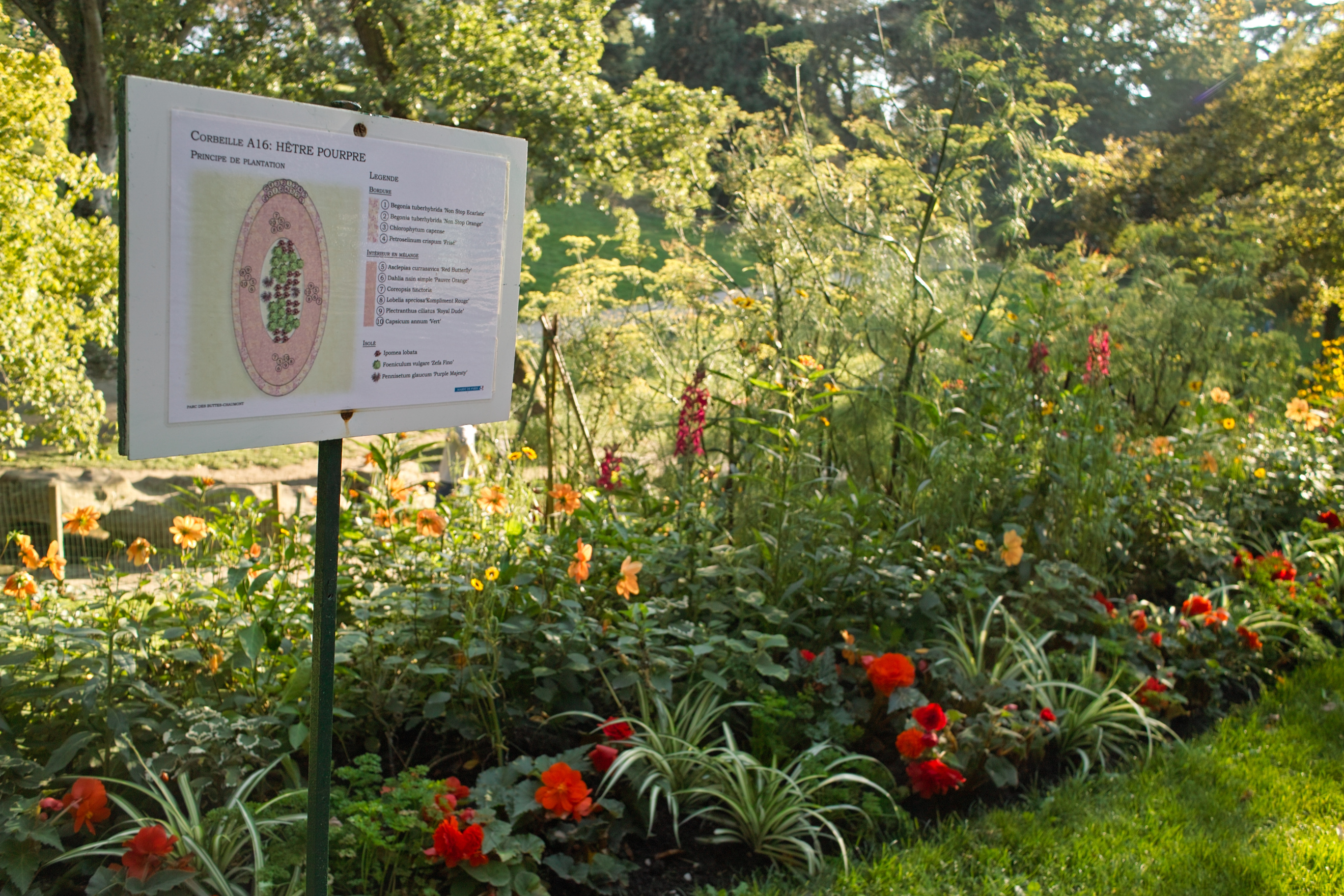
Corbeille des Fleurs, Spätsommer 2011

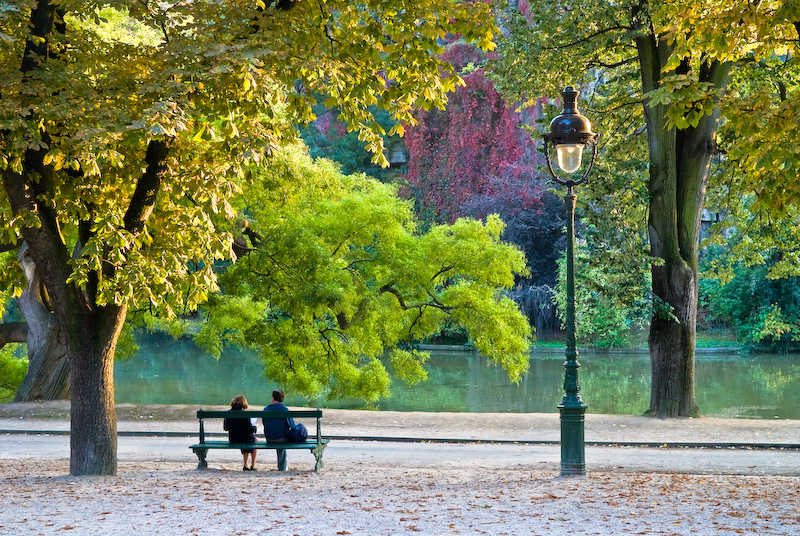
Japanischer Schnurbaum, Herbst 2007

Zu Beginn war der Park recht kahl. Deutsche Botaniker lobten 1869 die „äußerst gelungene Felslandschaft“, bemängelten aber: „Die Schattenseite der Buttes Chaumont ist allerdings gerade der Mangel an Schatten; die ohnehin erst seit wenigen Jahren angelegten Pflanzungen versprechen auf dem dürren Felsboden kein sonderliches Gedeihen.“
Die Schriftstellerin George Sand nannte den neuen Park einen „Steingarten“. Doch mit der Zeit, in der die „wahre Natur zu Werke geht“, werde man sich des jungen Parks erinnern als „zarter Pflanze, die gewachsen und erblüht“ sein wird. Sand behielt Recht:
Der Park enthielt 2012 zahlreiche botanische Raritäten und exotische Bäume. Unter anderem vier Baumdenkmäler (arbres remarquables): Ein zehn Meter hoher, weit ausladender Japanischen Schnurbaum von 1873 wächst am nordöstlichen Seeufer. An der gegenüberliegenden Seite des Sees, vor dem Pavillon du Lac, steht als Teil einer imposanten Dreiergruppe eine 1862 gepflanzte Orientalische Platane mit 34 Metern Höhe; etwas unterhalb davon befindet sich ein 33 Meter hoher Ginkgo von 1913. Ein Riesenmammutbaum, 35 Meter hoch, steht am Hang zwischen Avenue des Marnes und Avenue Alphand. Zu den weiteren seltenen oder großen Baumarten im Park gehören eine große Libanonzeder von 1880 an der Porte Fessart, ein Kakibaum an der Avenue Jaques de Linières, Himalayazedern, ein Tulpenbaum am Seeufer, eine große nordafrikanische Atlas-Zeder am Pont des Suicidés, Sibirische Ulmen sowie ein im Herbst früchtetragender Milchorangenbaum an der Avenue Marcel.
1867 waren insgesamt knapp zwanzigtausend Bäume im Park gepflanzt worden, darunter 400 größere, 13.000 Setzlinge (arbres tiges), 1800 „besondere“ Setzlinge (tiges extra), 1000 freistehende Nadelbäume und 2000 Nadelhölzer in Baumgruppen. Barillet-Deschamps wählte eine Mischung aus indigenen Pflanzen und Exotika aus den französischen Kolonien. Entlang der Bahnlinie imitierte er einen vogesischer Wald, an den Bächen Auenwälder.
Er ließ 108 Zonen verschiedener Baum- und Blumenbepflanzung angelegen und sehr detailliert veröffentlichen. Um 1900 wuchsen im Park Palmen. Die Blumenbepflanzung beschrieb William Robinson nach seinem Parkbesuch 1869 mit Indigofera und Mahonien an den Eingängen, „prahlerischem“ Blumenrohr und Gladiolen, „effektvoll“ gesetzten, einzelnen Artischocken sowie Steinbrech und kleinen Rhododendren nahe den Gewässern.
Barillet-Deschamps schrieb später, seine Kollegen Ingenieure hätten „verfälscht [dénaturé], was an Natürlich-Pittoreskem geplant war, indem sie die Bauten, Brücken und den parcours zu sehr in den Vordergrund stellten.“ Sechs Jahre nach seinem frühen Tod 1873 beschrieb sein Nachfolger André nicht ohne Bewunderung, dass die Natur „Fehler korrigiere“. So habe ein Efeu an der Wasserkaskade andere Kletterpflanzen verdrängt und eine „Szene der Schönheit, Einheit und Harmonie“ geschaffen, die den anfänglich „gesuchten Effekt bei Weitem übersteige“. 1882 beklagte die Fachpublikation Revue Horticole die Zerstörung der Anpflanzungen durch Besucher aus den angrenzenden Arbeitervierteln. Allsonntaglich würden „Menschenmassen einfallen“, um Früchte zu ernten, Kräuter für Tees zu sammeln sowie vor allem um Blumen zu pflücken oder auszugraben. Die Bäume dagegen seien im 15 Jahre alten Park gut gediehen.
Gut einhundert Jahre später war der „Steingarten“ verschwunden, und Bäume „überwucherten“ den Park. Verschiedene Moden des Gartenbaus hatten Sichtachsen zugepflanzt, Aussichtspunkte verdeckt und damit die „Lesbarkeit der Komposition des Gartens“ unmöglich gemacht, so die Stadtverwaltung. Allein die Strauchbepflanzungen (massifs arbustifs), Farbe und Textur des Blattwerks sowie die abgestufte Ordnung einiger Anpflanzungen entsprachen dem Stil des Haussmann’schen Gartens. Seit Beginn des 21. Jahrhunderts wurde die Bepflanzung sukzessive zurückgeschnitten. An zahlreichen Weggabelungen wurden nach 2003 wieder ovale Blumenbeete (corbeilles des fleurs) angelegt, die den originalen Plänen entsprechen. Seit 2009 trägt der Park dank seiner ökologischen Bewirtschaftung ein Ecocert-Label. Um die Biodiversität zu erhöhen, verzichten die Gärtner auf chemische Pflanzenschutzmittel und lassen einzelne Rasenflächen zu Wiesen heranwachsen.

### Fauna
Unter den Säugetierarten im Park wurden die Arten Zwergfledermäuse, Igel, Hausmäuse und Steinmarder nachgewiesen. Am auffälligsten vertreten sind hingegen Sing- und Wasservögel. Am See gibt es neben Stockenten und zahlreichen Lachmöwen in den Wintermonaten verschiedene Gänsefamilien, Teichrallen sowie Graureiher. Auch Bachstelzen und Eisvögel wurden gesichtet. Die französische Vogelschutzorganisation Ligue pour la Protection des Oiseaux (LPO) organisiert monatlich Führungen, deren Teilnehmer Arten wie Kleiber, Amseln, Mittelspechte und Waldkauz im Park sichteten; ferner von Haubenmeisen, Singdrosseln und Sperbern. Die Stadt Paris lizenziert seit 2005 eine Fischaufzucht samt Angelerlaubnis an den Verein Les Bons Amis des Buttes. Zu den vom Verein im See ausgesetzten Fischarten zählten Hechte, Schleien, Rotaugen und Barsche.

### Soziale Nutzung

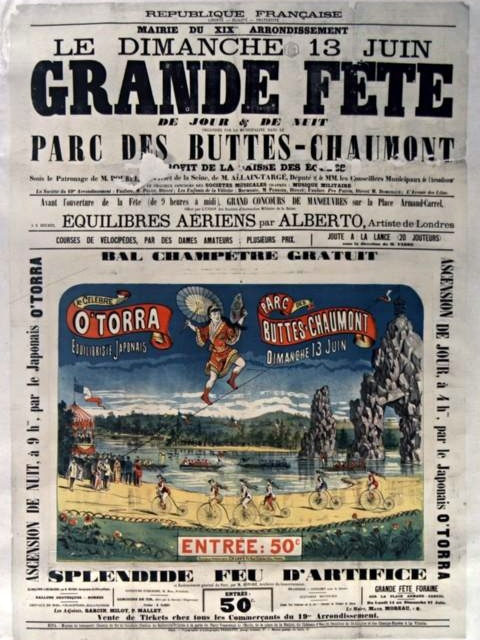
Grande Fête, 13. Juni 1890

Seit seiner Eröffnung nutzte die Bevölkerung den Parc des Buttes-Chaumont auf verschiedene Weise. Drei Phasen können unterschieden werden:
Von 1867 bis 1890 überwog die privat-familiäre Nutzung. Beliebt war der Spaziergang (promenade) ebenso, wie bei Kindern die Spazierfahrt in von Hunden oder Ziegen gezogenen Kutschen. Pferdekarossen verkehrten. Der Verkauf von Spielzeug sowie Fernrohren wurde genehmigt. Als „Hochburg des Pittoresken“ war der Park beliebt bei ausländischen Besuchern.
1890 bis 1940 wurde der Park zunehmend für öffentliche Versammlungen, Veranstaltungen und Feste genutzt. Ab 1896 wurden die Genehmigungen dafür streng reguliert, um die Gartenanlage zu schützen. Wöchentlich wurden Konzerte gegeben, am See gab es einen Angelwettbewerb und in der beleuchteten Grotte Tanzveranstaltungen mit großem Orchester. Auch wird von ersten Sportlern berichtet (Eislaufen wurde genehmigt, Vélocipèdes wurden untersagt). Als eine frühe Vertreterin des Base-Jumping sprang Germaine Granveaud 1924 mit einem Fallschirm vom Pont des Suicidés. Die kollektive, aktive Nutzung des Parks überwog, die promenade begann, aus der Mode zu kommen.
Ab 1940 folgte die Phase der Nutzung des Parks für Familie, Unterhaltung und Leibesübungen. Um die Kinder zu schützen, wurde das Autofahren im Park verboten, größere Spielplätze und Sportgelände wurden angelegt. Schulen nutzten den Park für den Sportunterricht. Weiterhin wurden Feste und Konzerte sowie Lichtinstallationen genehmigt. Mehr als die promenade wurde das Jogging en vogue. 1981 gründete sich die Association des Joyeux Trotteurs des Buttes, die bis heute mehrmals pro Woche Sportanimation anbietet. Der französische Wanderverband Fédération française de la randonnée pédestre ließ zwei seiner Paris-Wanderwege (TP2 und TP3) im Park sich kreuzen.
Es gilt die Parkordnung von 2018, die das Betreten der Rasenflächen erlaubt. Grillen dagegen ist ebenso untersagt wie das Mitbringen und der Konsum alkoholischer Getränke. Für alle Parkbesucher stellt die Stadt Paris seit 2007 einen kostenlosen WLAN-Internetzugang bereit. Die Sender (Points Wi-Fi von Orange) stehen an den Eingängen Porte Armand Carrel, Porte Botzaris, Porte Fessart und Porte Bolivar. Nachts wird der Park geschlossen.

#### Gastronomie und Veranstaltungen
Im Park finden sich heute drei größere Gastronomiebetriebe: das Restaurant Pavillon Puebla im Südwesten, das Restaurant im Pavillon du Lac bei der Hängebrücke und die Café-Tanzbar Guinguette Rosa Bonheur im alten Pavillon du Chemin de Fer nahe der Porte de la Villette. Außer diesen gibt es einige kleinere Café-Kiosks am See.
Für Kinder gibt es ein Karussell nordöstlich des Sees, einige kostenpflichtige kleine Schiffschaukeln aus dem 19. Jahrhundert sowie einige im Park verteilte Spielplätze. In den Schulferien und am Wochenende wird bei gutem Wetter Ponyreiten angeboten.
Bekannt ist der Park auch für seine beiden Guignol-Theater. Das ältere Guignol Anatole ist ein 1836 gegründetes, kleines Freilufttheater am Eingang Porte Armand Carrel. Auch im Winter bespielt wird Le Guignol de Paris nahe der Porte Bolivar.
Von 2002 bis 2012 war der Parc des Buttes-Chaumont jeden August/September der Austragungsort des internationalen Open-Air-Kurzfilm-Festivals Silhouette, bevor es in den nahegelegenen Parc de la Butte-du-Chapeau-Rouge verlegt wurde.
Im Juni 2011 und 2012 fand zudem das Festival für Photographie les nuits photographiques in und um den Pavillon du Lac statt.
In einem improvisierten Kiosque à Musique auf einer Hügelspitze im Süden des Parks werden im Sommer kleine Konzerte gegeben.

### Rezeption und Wirkung

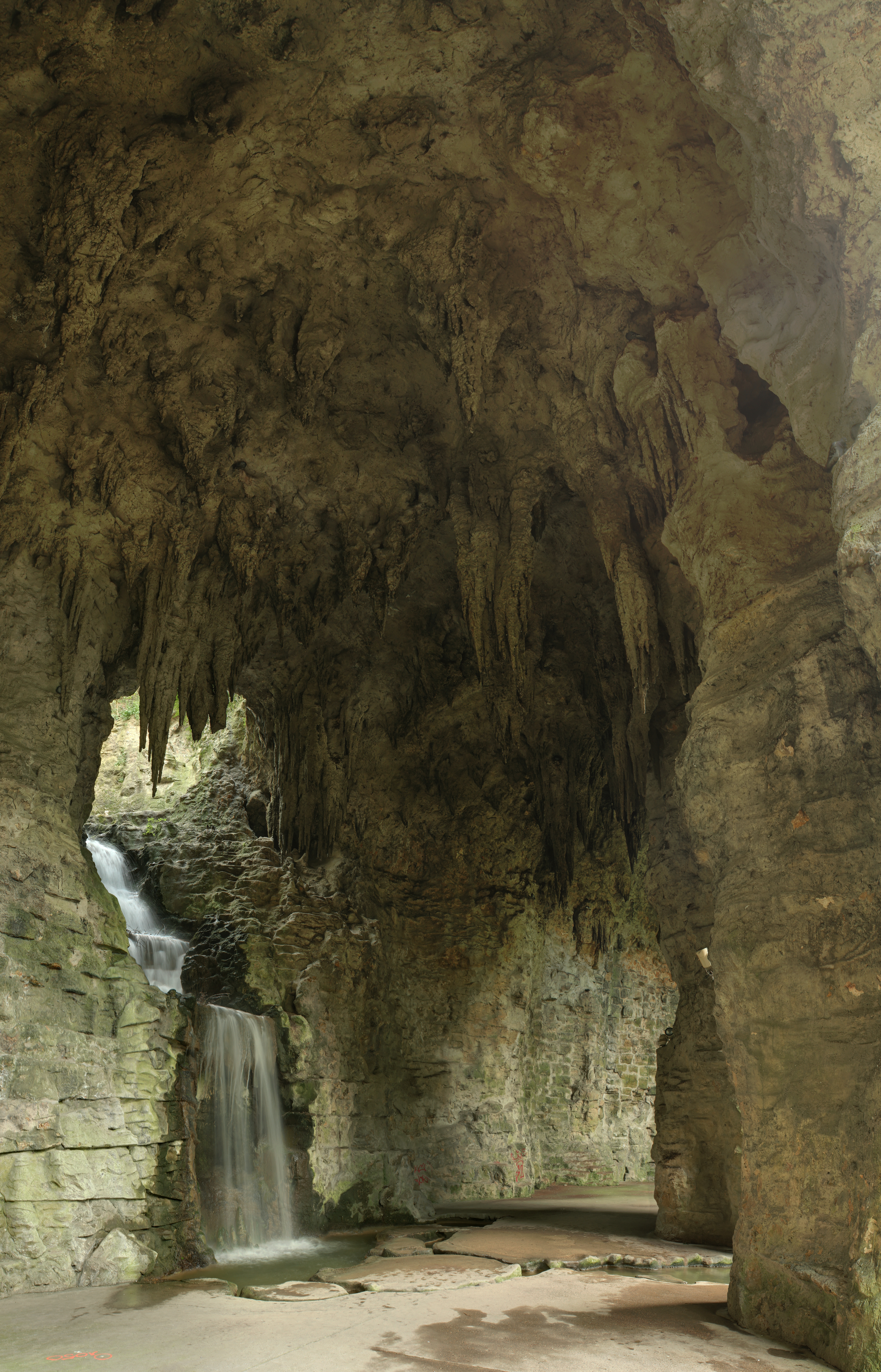
Die Grotte im alten Bergwerk

Die Naturlandschaft des Parks ist manufactum, vollständig von Hand gemacht. Als Meisterwerk („chef-d’œuvre“) der industrialen Ästhetik des Zweiten Kaiserreichs ist der Park Beispiel für einen kulturhistorischen Prozess der „Verstädterung der Natur“. Er nimmt, „was die Natur bietet, und erhöht es zur Kunst“, damit beides in der Wahrnehmung der Besucher verschwimmt. Der Park gilt als „œuvre éclectique“, als vielschichtiges Werk, in dem sich das „Schöne und Nützliche ebenso durchdringen wie das Pittoreske und das Mechanische, die Kultur und die Natur.“
Als Ausdruck einer „neopastoralen Lebensart“ spiegelte der Park die „Landschaften der damals beliebten Ausflugsziele“ wider und nahm dabei „ästhetische“ wie „erzieherische“ Aufgaben wahr. Er wurde zu einer Art „Museum der Landschaften“ und ermöglichte eine Reise, ohne die Stadt zu verlassen („voyage sur place“). Die Eisenbahnstrecke durch den Park machte die Vermischung und die Verbundenheit der Welten von Stadt und Land konkret.
Zur damals überwältigenden architektonischen Wirkung schrieb das Frankfurter Journal bald nach der Eröffnung im November 1867:

„Plötzlich brechen die Berge ab. Man steht auf ihrem höchsten Rande und blickt hinunter an einer schroffen Felswand auf ein weites, kesselförmiges Gebirgsthal. An den Felswänden, aus deren engen Spalten Epheu, Moose und Ginsterbüsche, über dem Abgrunde schwebend, dürftige Nahrung ziehen, führt ein steiler, von Steinplatte zu Steinplatte springender Weg direct hinab […]. Fast das ganze Felsenthal füllt ein weiter See, der nur der Straße, welche sich zwischen seine Ufer und die Bergwand klemmt, Platz läßt. Aus seiner Fluth ragt am gegenüberliegenden Ufer eine noch höhere, noch schroffere Steinwand in die Höhe […]. Nur eine Brücke schwebt an dünnen, starken Drahtfäden über dem Abgrunde […].

Denn — damit es nur der Leser endlich wisse! — die Felswände und Thäler, die Höhlen und Wasserfälle, der See und der Tropfstein […] sind Menschenwerk, […] bei dem der Meister nicht selbstgefällig hervortritt, dessen Schöpfer sich vielmehr so sorgsam verbirgt, ja vollständig und naiv Natur heuchelt, daß nur die wiederholte und bestimmtste Versicherung eines Architekten, der diese Wunder selbst hat erschaffen helfen, uns allmälig überreden konnte, daß man hier eine durchaus künstliche Anlage vor sich hat.“

Für die Surrealisten André Breton und Louis Aragon manifestierte der Park in den 1920er Jahren die „moderne Mythologie“ der Großstadt.
Das „unvermittelte Beieinander von (heute kaum noch sichtbarer) technischer Modernität und Naturillusion“ machte den Park zu einer vieldeutigen, „heiligen Stätte“, in der „das Unbewusste der Stadt nistet“ und sich die „wilden Träume der Städter tummeln“. Das mythische „Naturgefühl“ in den Buttes-Chaumont war für Aragon der „Weg zum Bewußtsein“: Für ihn verwandelte sich im Park der sinnliche erfahrene Raum (espace) zu geometrisch beschriebenen Orten (lieux) einer mentalen Landkarte. Diese Karte ähnelte ihm einer „Nachthaube“, die, als Traumvorstellung, das Geometrisch-Rationale wieder durchbrach. Mit dieser im Surrealen endenden Denkbewegung machte Aragon die Buttes-Chaumont zu einem „Palast“, in dem der Mensch, als „große Denkmechanik“ erfährt, „wer er ist“:

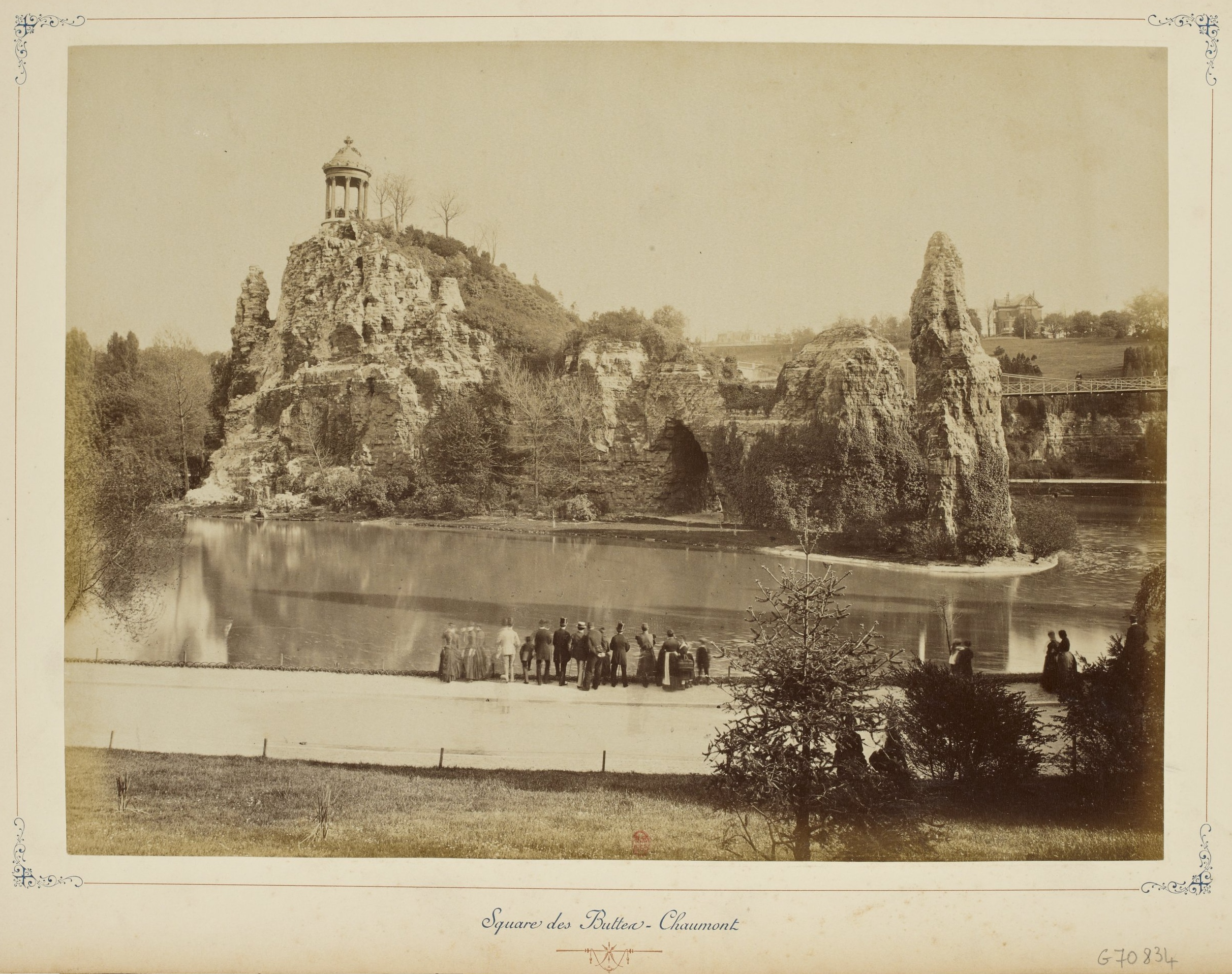
Die Île du Belvédère ca. 1890

« Voici le palais qu’il te faut, grande méchanique pensante, pour savoir enfin qui tu es. »

Neben Aragon, der den Park zu einem zentralen Topos seines 1926 erschienenen, surrealistischen Hauptwerks Le paysan de Paris (Der Pariser Bauer) machte, regte der Park weitere künstlerische Produktionen an. Bereits 1909 malte Henri Rousseau das Bild La Promenade au parc des Buttes-Chaumont im Stil der Naiven Kunst, der Regisseur Éric Rohmer drehte im Park für seine Filme Nadja à Paris (1964) und Die Frau des Fliegers (1981) und Szenen des Films Das Leben ist ein Chanson (1997) von Alain Resnais spielen auf der Insel Île du Belvédère.
Auch zahlreiche akademische Publikationen thematisierten den Park. Der Architekturprofessor Antoine Grumbach verglich die verschlungenen Parkwege mit einem Möbiusband, einem „Universum der verheimlichten Grenzen“. Die übertriebenen Dimensionen der Felsen und der Kaskade ließen die „falsche Natur als die einzig wahre“ erscheinen. Elizabeth K. Meyer, renommierte US-Architekturtheoretikerin, zählte den Park zu einem frühen Vertreter der Avantgarde der Landschaftsarchitektur und verglich ihn mit dem benachbarten, dekonstruktivistischen Parc de la Villette: Bei aller Unterschiedlichkeit stellten sich beide Parks gegen „traditionelle Ideale von Schönheit und Gestaltung“.
Beide wollten die „kanonische Zweiteilung von Natur und Kultur unterwandern“ und die „Hässlichkeit des modernen Lebens in eine moderne Art Schönheit“ transformieren. Durch Wegenetz und Aussichtspunkte mit der Stadt verschmolzen und mittels eines „ästhetischen Systems von Zufall, Überlagerung und Montage“ würden beide Parks ein „cinematic panorama“, ein Filmpanorama ihrer Zeit bieten.
Der Parc des Buttes-Chaumont sei zusätzlich allerdings „site-conditioned“, also sensibel für die Gegebenheiten des Ortes konzipiert.

#### Park als Demonstration von Macht

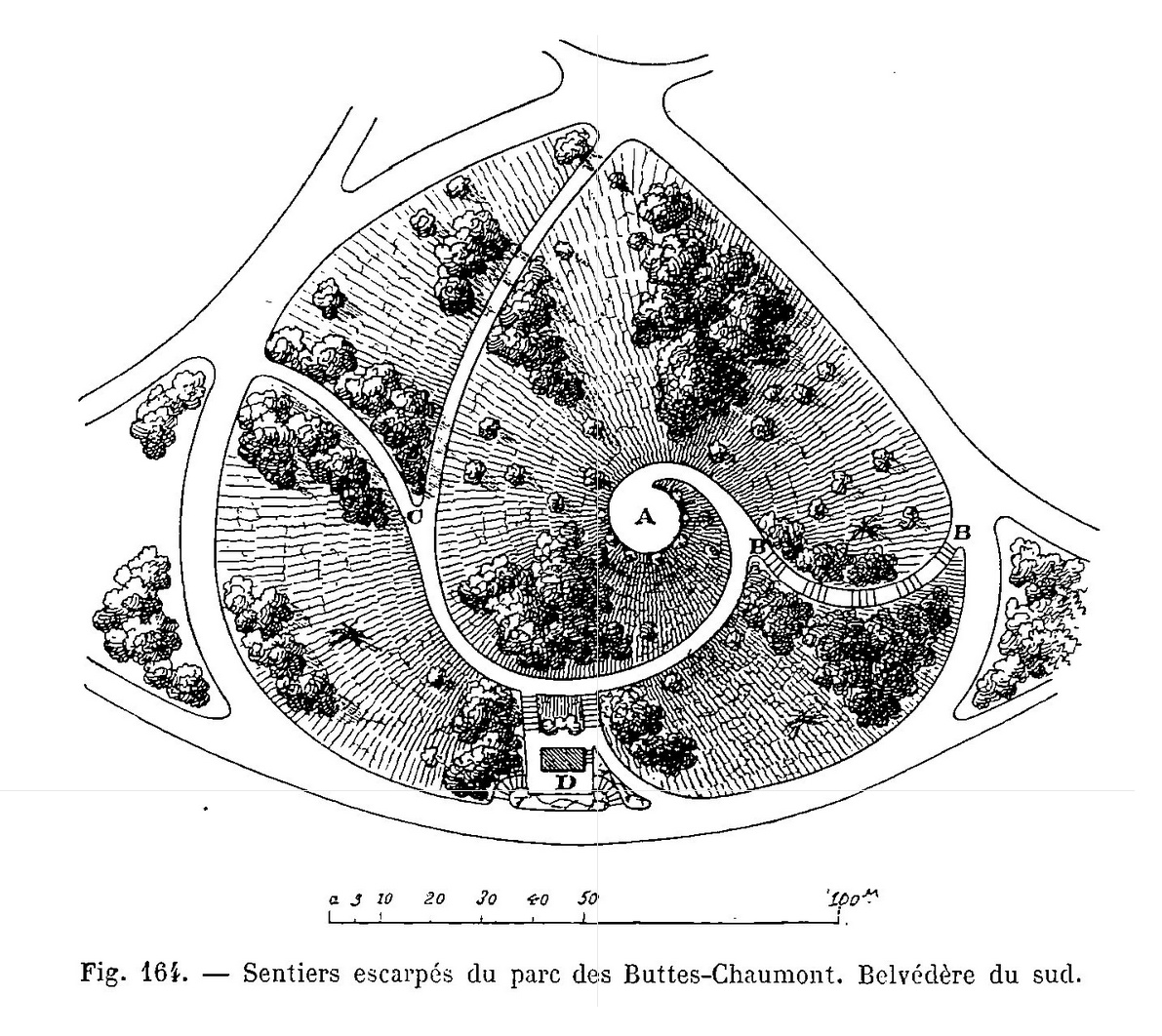
Künstlicher Hügel: Belvédère du sud

Analog zu Meyer sprach H. M. Schenker, Professorin für Landschaftsarchitektur, von „melodramatischen Landschaften“, betonte aber auch die integrative Rolle des Parks im Zuge der Erweiterung der Pariser Stadtgrenzen nach 1860. Zugleich habe der Buttes-Chaumont Arbeit für das Proletariat und in seiner Umgebung Immobilienspekulationsfläche für das Bürgertum geschaffen. Er „verankerte“ das neue Viertel, schmiedete Zusammenhalt im Quartier und band es ein in das „Netz des gesellschaftlichen und politischen Einflusses“ von Haussmann und Napoleon III. Der Park diente als Komplement des Stadtumbaus:

„Als Haussmann Paris dem Erdboden gleichmachte, um mehr Verkehr zu ermöglichen, ließ Alphand mitten im Park einen riesigen Felsen errichten. Während das Labyrinth der mittelalterlichen Straßen zerstört wurde, um Platz für geradlinige Boulevards zu schaffen, […] mäandern die Pfade im Buttes Chaumont durch die Landschaft.“

Der von Alphand betont technische Aspekt des Parkbaus wurde auch als Ausdruck des Machtanspruchs des Zweiten Kaiserreiches interpretiert. In einem souveränen „Zusammenspiel von Kunst und Können“ („art and industry“) sollte der Park Zeichen der „Herrschaft der Ideen über die Topographie der Erde“ sein. Der Publizist Georg Stefan Troller nannte die Buttes-Chaumont schlicht „inkongruent“. Der „angestrengt-romantisierte Wildpark“ wirke allerdings „heute“, „in diesem Zeitalter der Virtualität schon fast wieder urig.“